# Alfred Stieglitz
Pour les articles homonymes, voir Stieglitz.
Alfred Stieglitz  né le 1er janvier 1864 à Hoboken (New Jersey) et mort le 13 juillet 1946 à New York est un photographe, un galeriste et un éditeur américain.
Promoteur de l'art moderne tant européen qu'américain au cours de ses 50 ans de carrière, il a contribué à faire de la photographie une forme d'art reconnue.

## Biographie
Alfred Stieglitz naît à Hoboken, dans le New Jersey, en 1864, de parents d'origine juive allemande, Edward Stieglitz, (homme d'affaires et peintre paysagiste) et Hedwig Warner. Premier d'une fratrie de six enfants, il grandit dans une famille aisée et cultivée qui se sent à l'aise sur deux continents. Après l'installation de la famille à New York, il étudie au Charlier Institute , au Townsend Harris High School (en) et au City College of New York, où il est régulièrement classé parmi les dix meilleurs élèves de sa classe. Il demeure en face de Central Park, au 14 East 60e rue dans Manhattan. À partir de 1872, sa famille commence à passer les étés au lac George, dans les Adirondacks, une tradition que Stieglitz poursuit à l'âge adulte.

### Berlin
En 1882, son père vend son entreprise de négoce en laine et la famille retourne en Allemagne afin de poursuivre l'éducation des enfants, et se consacrer à l'appréciation des arts et aux voyages en Europe .
Alfred Stieglitz étudie d'abord à Karlsruhe, puis entame des études d'ingénieur à l'école polytechnique de Berlin où il a pour professeur le physicien Hermann von Helmholtz et le chimiste et photographe Hermann Wilhelm Vogel qui, en 1884, découvre comment rendre les négatifs sensibles à toutes les couleurs, à l'exception du rouge. Stieglitz s'intéresse dès lors à la photographie et  parvient à convaincre Vogel et les administrateurs de l'école de lui permettre d'accéder à la chambre noire vingt-quatre heures sur vingt-quatre. En contrepartie, il s'occuperait du laboratoire. Grâce à sa formation en chimie et à son désir de repousser les limites du médium et de perfectionner la technique de la chambre noire, Stieglitz est désormais en mesure d'expérimenter la chimie photographique de manière intensive.
Il collectionne les livres sur la photographie et les photographes. Encouragé par Vogel, à étudier les propriétés et les possibilités du médium en s'attaquant à toute une série de sujets, dont les paysages, les portraits, l'architecture, les études de genre et la reproduction d'œuvres d’art , il achète son premier appareil photo, un appareil à plaques (8 × 10) qui nécessite un trépied, et voyage aux Pays-Bas, en Italie et en Allemagne. Il prend des photos de paysages et de travailleurs à la campagne. « La photographie, écrira-t-il plus tard, m'a fasciné, d'abord comme un jeu, puis c'est devenu  une passion, puis une obsession ».
Les œuvres les plus novatrices de cette période, et celles qui présagent son évolution future, sont l'exploration nuancée des motifs d'ombre et de lumière, tant à l'intérieur qu'à l'extérieur. C'est pendant son séjour à Berlin, qu'il réalise sa photographie Sun Rays—Paula, qu'il ne rendra publique qu'en 1921.
En 1887, il écrit son tout premier article, A Word or Two about Amateur Photography in Germany, pour le nouveau magazine The Amateur photographer. Il écrit ensuite des articles sur les aspects techniques et esthétiques de la photographie pour des magazines en Angleterre et en Allemagne.
En 1887, il remporte  à Londres le premier prix de la revue The Amateur Photographer, jugé par Peter Henry Emerson pour sa photographie intitulée The Last Joke, Bellagio. L'année suivante, il remporte le premier et le deuxième prix du même concours, et sa réputation commence à s'étendre après la publication de ses travaux dans plusieurs magazines photographiques allemands et britanniques.
Alors que Vogel avait dit que l'appareil photographique ne peut être utilisé que le jour, il tente une expérience dans une cave où la seule source de lumière provient d'une ampoule électrique activée par une dynamo. L'exposition pendant 24 heures donne un négatif parfait, prouvant ainsi que la lumière du jour n'est pas toujours nécessaire . Relever des défis techniques l'inspire. Plus tard, Stieglitz met au point des techniques permettant de réaliser des photographies pendant une chute de neige, sous la pluie ou la nuit et fera les premiers clichés réussis d'une Journée de pluie, d'une Tempête de neige et d'une Pleine nuit.

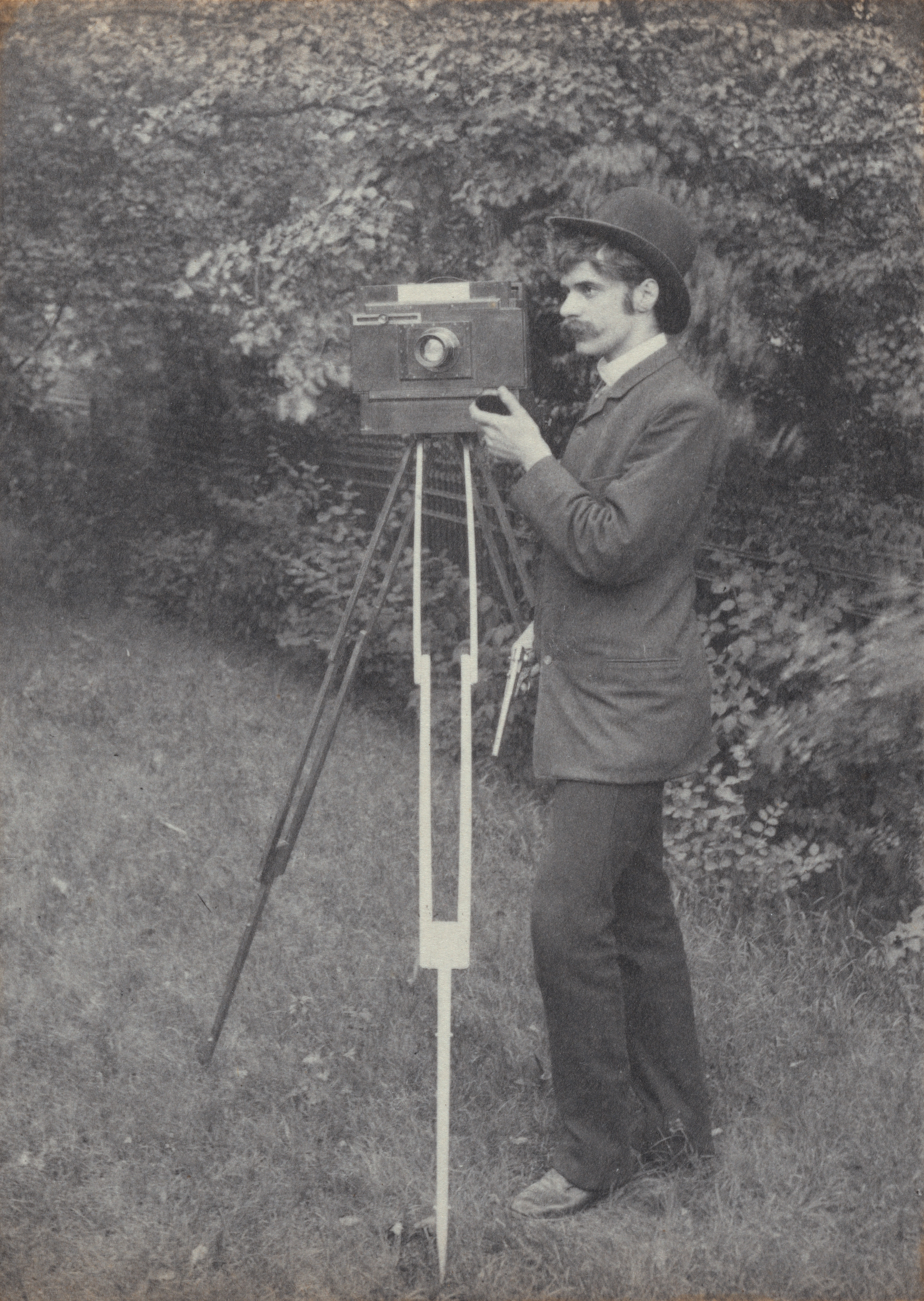
Autoportrait, 1886.
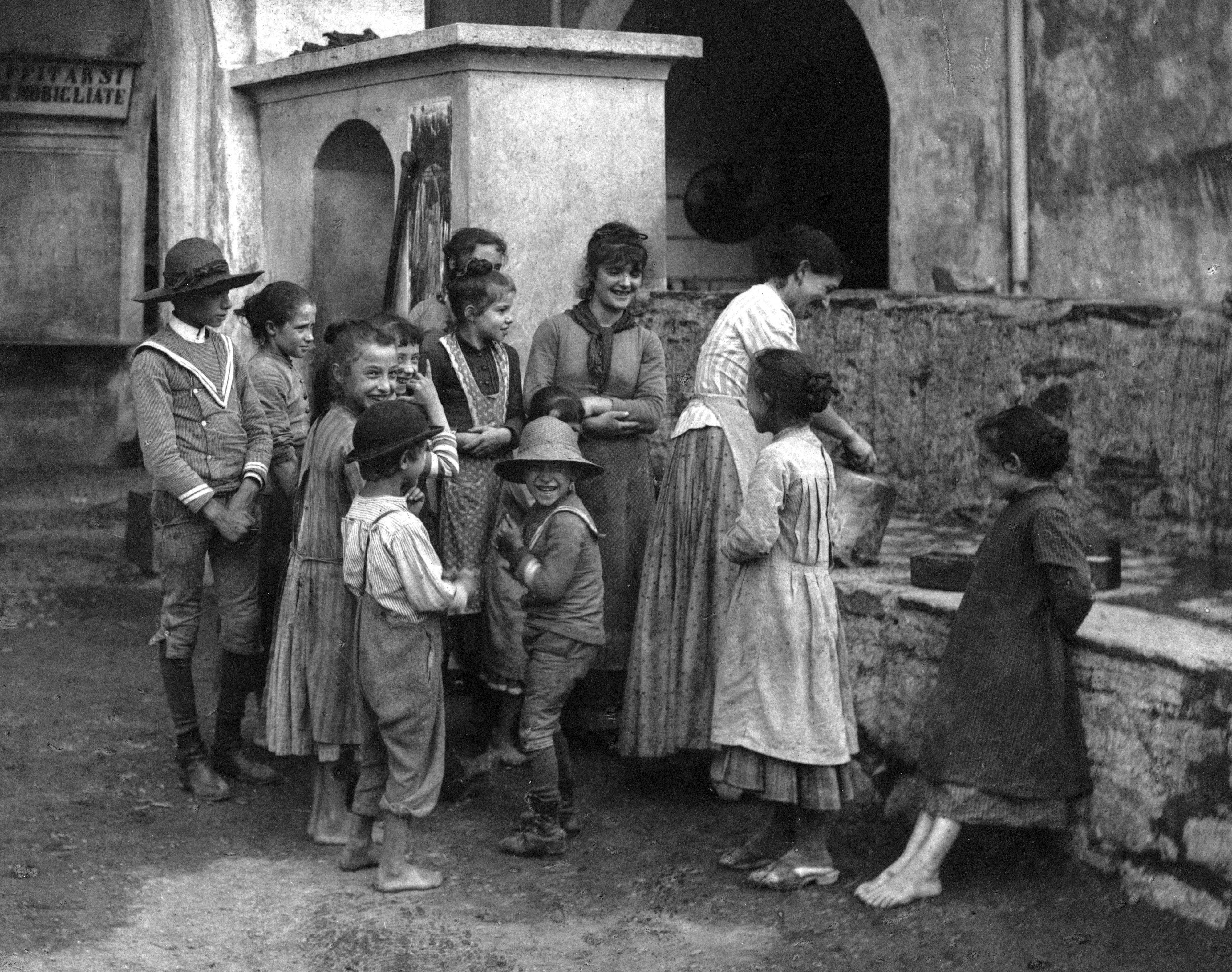
The Last Joke, Bellagio (en), Italie, 1887.
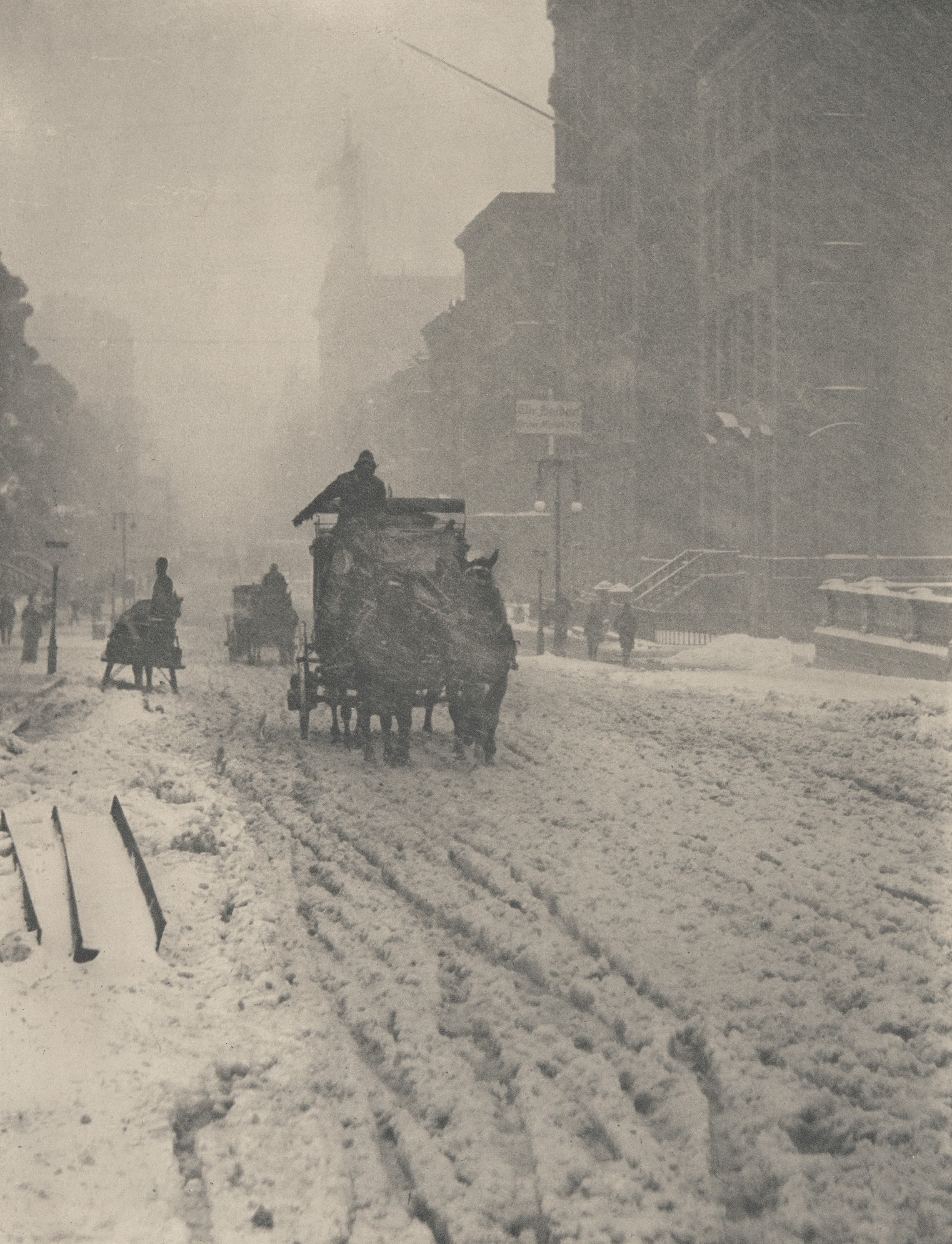
Winter, Fifth avenue, 1893[N 4].
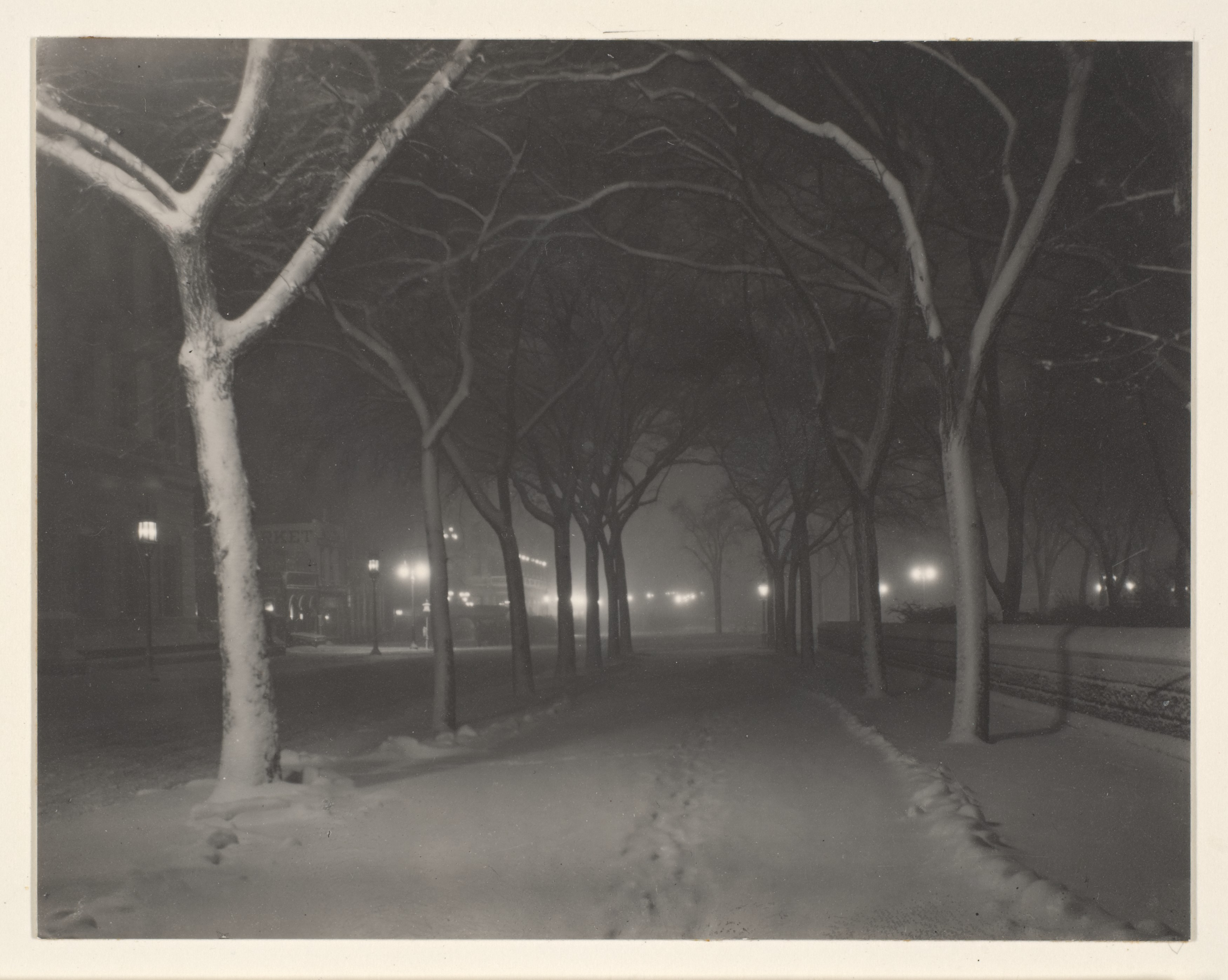
An icy night, 1898.
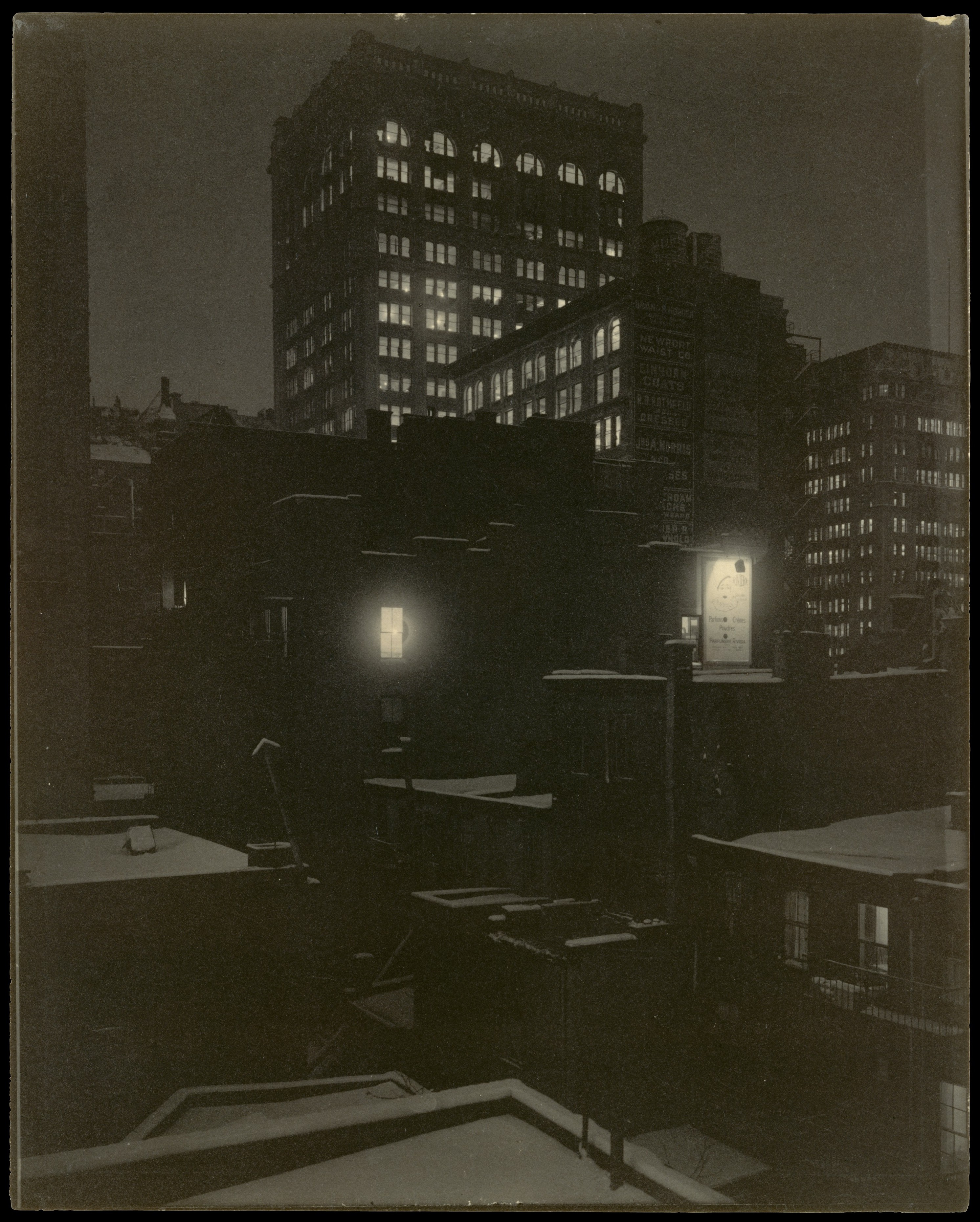
From the back window, 1915.

Bien que Stieglitz ait travaillé assidûment sur les aspects chimiques et techniques de la photographie, il croyait fermement que la photographie était une forme d'art. « Les artistes qui ont vu mes premières photographies ont commencé à me dire qu'ils m'enviaient, que mes photographies étaient supérieures à leurs peintures, mais que, malheureusement, la photographie n'était pas un art […]. Je ne comprenais pas pourquoi les artistes m'enviaient pour mon travail, et dans le même souffle, le décriaient parce qu'il était fait avec une machine - leur peinture  [était] de l'« art », car le travail [fait] à la main était considéré comme nécessairement supérieur […]. C'est là que j'ai commencé mon combat […] pour la reconnaissance de la photographie en tant que nouveau moyen d'expression, à respecter à part entière, au même titre que toute autre forme d'art. » .
Dès 1880, il rallie le courant du pictorialisme, qui revendique le côté artistique de la photographie. Il apporte un grand soin à la production de ses tirages, réalisant souvent des  tirages platine-palladium, un procédé réputé pour produire des images à la gamme de tons riche et subtilement variée, il obtient le rapprochement souhaité avec la peinture grâce à des choix de composition et à l'utilisation d'éléments naturels comme la pluie, la neige et la vapeur pour unifier les composantes d'une scène en un ensemble pictural visuellement satisfaisant.

### New York
À la fin du XIXe siècle, ses parents retournent aux États-Unis et en 1890, (après le décès de sa sœur Flora), Stieglitz retourne à New York. Grâce à son père, il devient associé dans l'entreprise Heliochrome Engraving Company de 1890 à 1895, qu'il ne gère guère en homme d'affaires mais en photographe exigeant, il la restructure et renomme Photochrome Engraving Company. Pendant cette période, il publie des articles pour le magazine The American Amateur Photographer. Il rejoint la Society of Amateur Photographers de New York en 1891 ; en 1896, cette Société fusionne avec le New York Camera Club pour former le Camera Club de New York qui organise des expositions. Il se concentre également sur la photographie des rues de New York. À la fin de l'année 1892, Stieglitz achète son premier appareil photo portatif, un appareil à pellicule Folmer & Schwing 4×5, ce qui lui permet plus de spontanéité. Il utilise tous les moyens à sa disposition pour transformer ses images, de « photographies [en] tableaux ». Il recadre radicalement ses négatifs pour éliminer les éléments gênants et étrangers à ses compositions. Il les agrandit, souvent pour en faire des tirages plus grands et pour retoucher facilement certaines parties des images. Il réalise des tirages au charbon, à la gomme bichromatée et en photogravure dans des tons gris charbon et bruns, voire rouges, verts et bleus. Il met soigneusement les tirages finis sous passe-partout et les encadre. Contrairement à ses premières photographies européennes, qu'il a par la suite pour la plupart désavouées, Stieglitz a considéré que ses premières photographies de New York marquaient le début de sa trajectoire moderniste. Phyllis Rose mentionne qu'il reprendra plus tard certaines des images de cette époque, pour leur donner un aspect d'instantané, ce qu'il appelle « snapshot ». Repartant des négatifs d’origine, il refait nombre de ses premières œuvres sous forme de tirages à la gélatine argentique à contact direct (non agrandis) et non recadrés. Plus brillants, plus nets et plus froids que ses photogravures ou ses tirages au platine antérieurs, les petits tirages argentiques ont un aspect beaucoup plus moderne.

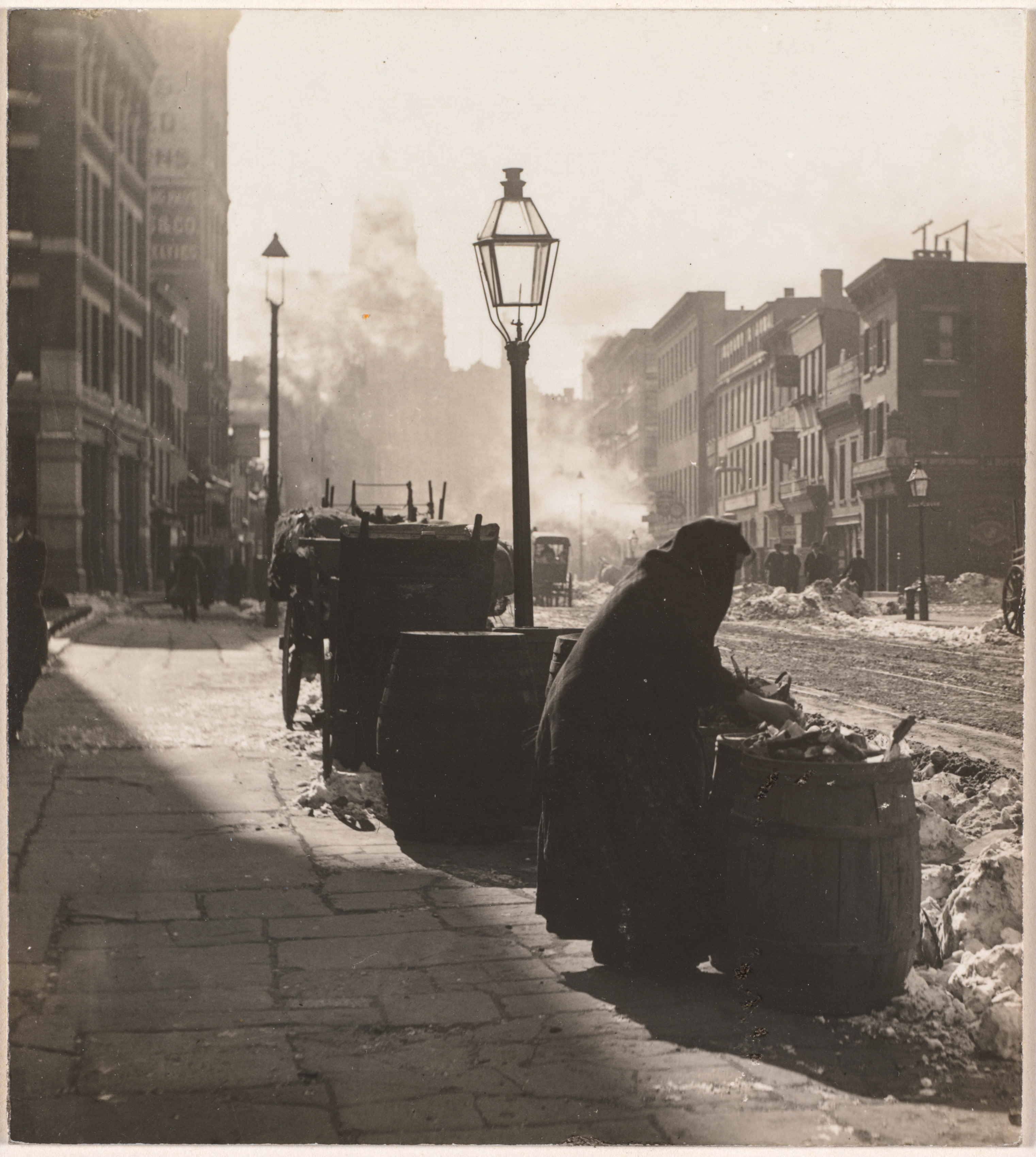
The rag picker, 1892.
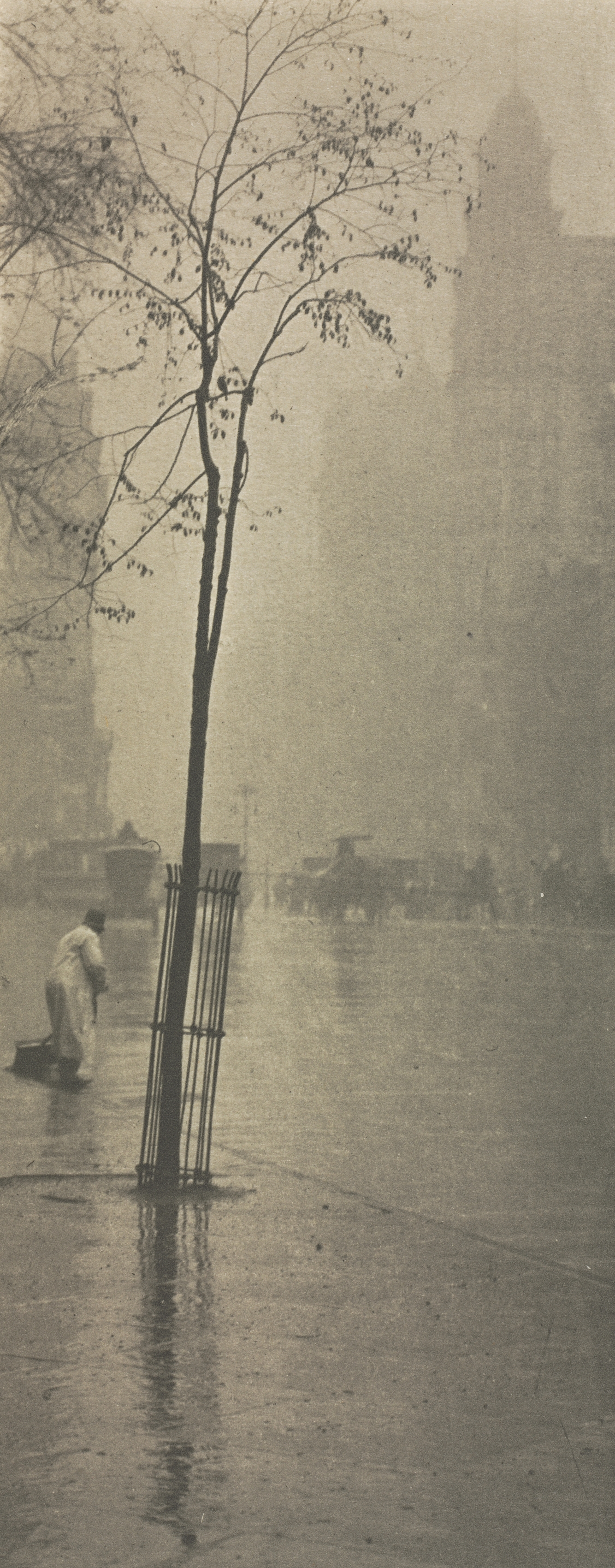
Spring showers, 1900.
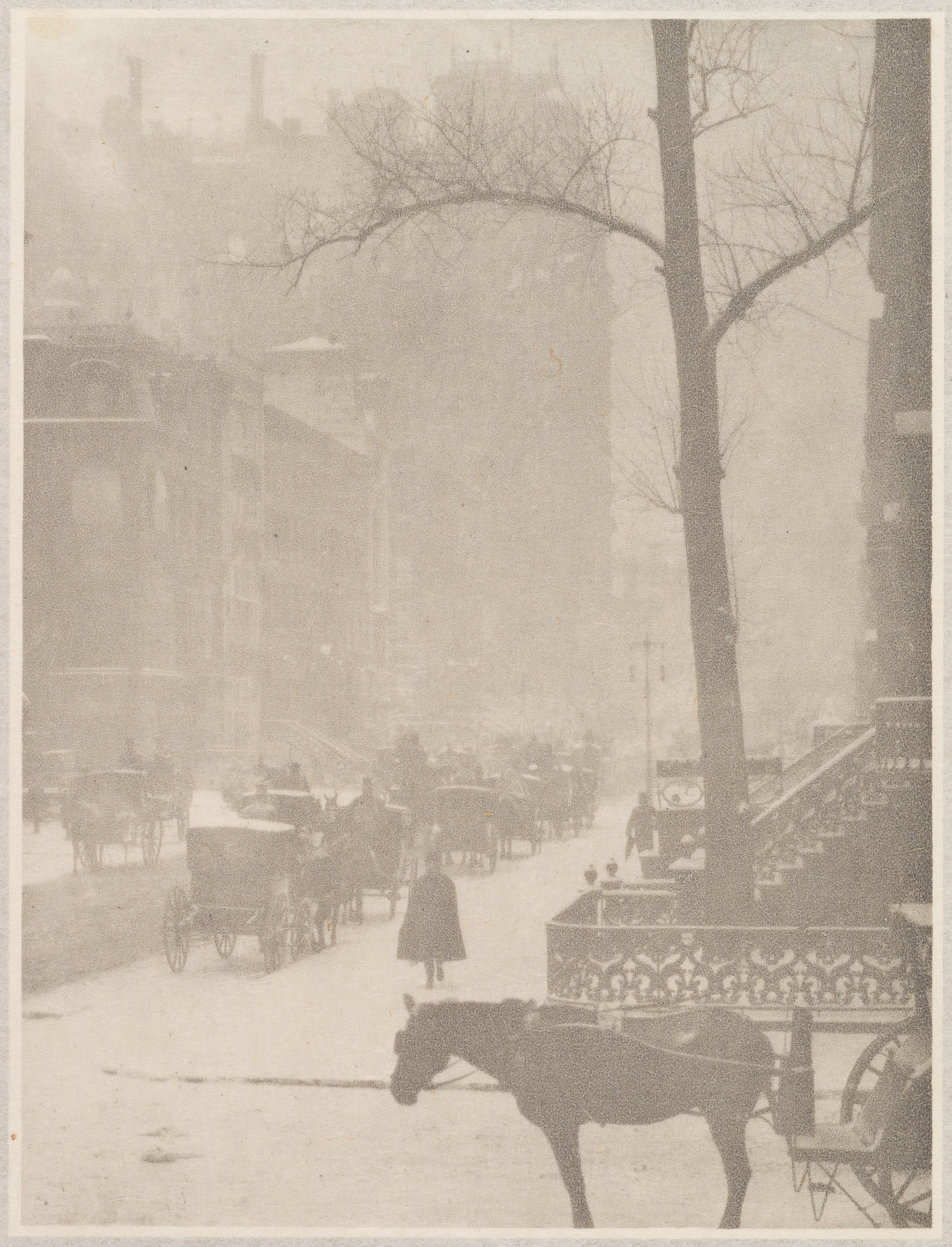
The street, 1901.
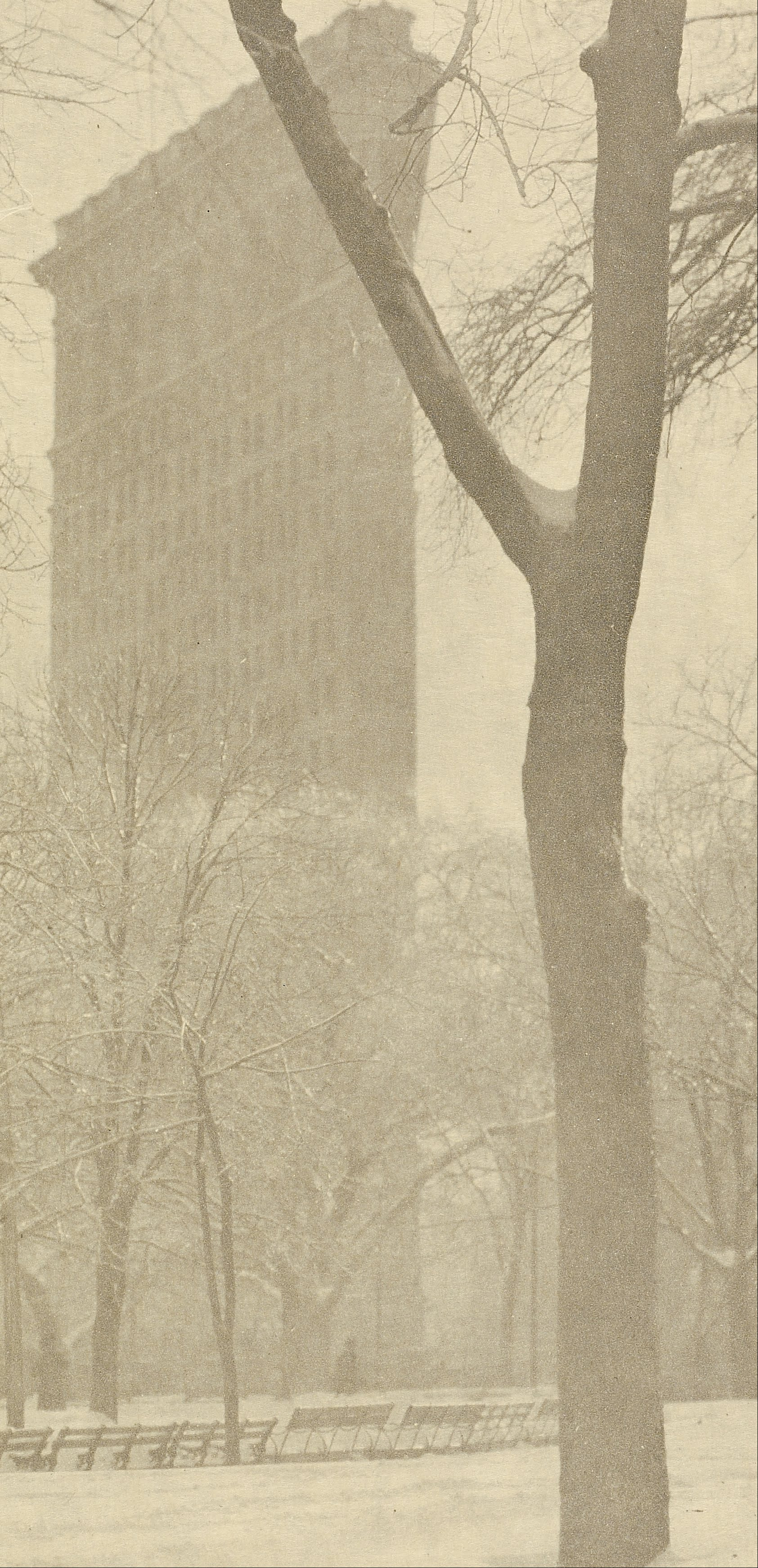
Le Flatiron, construit en 1902, 1903[16].
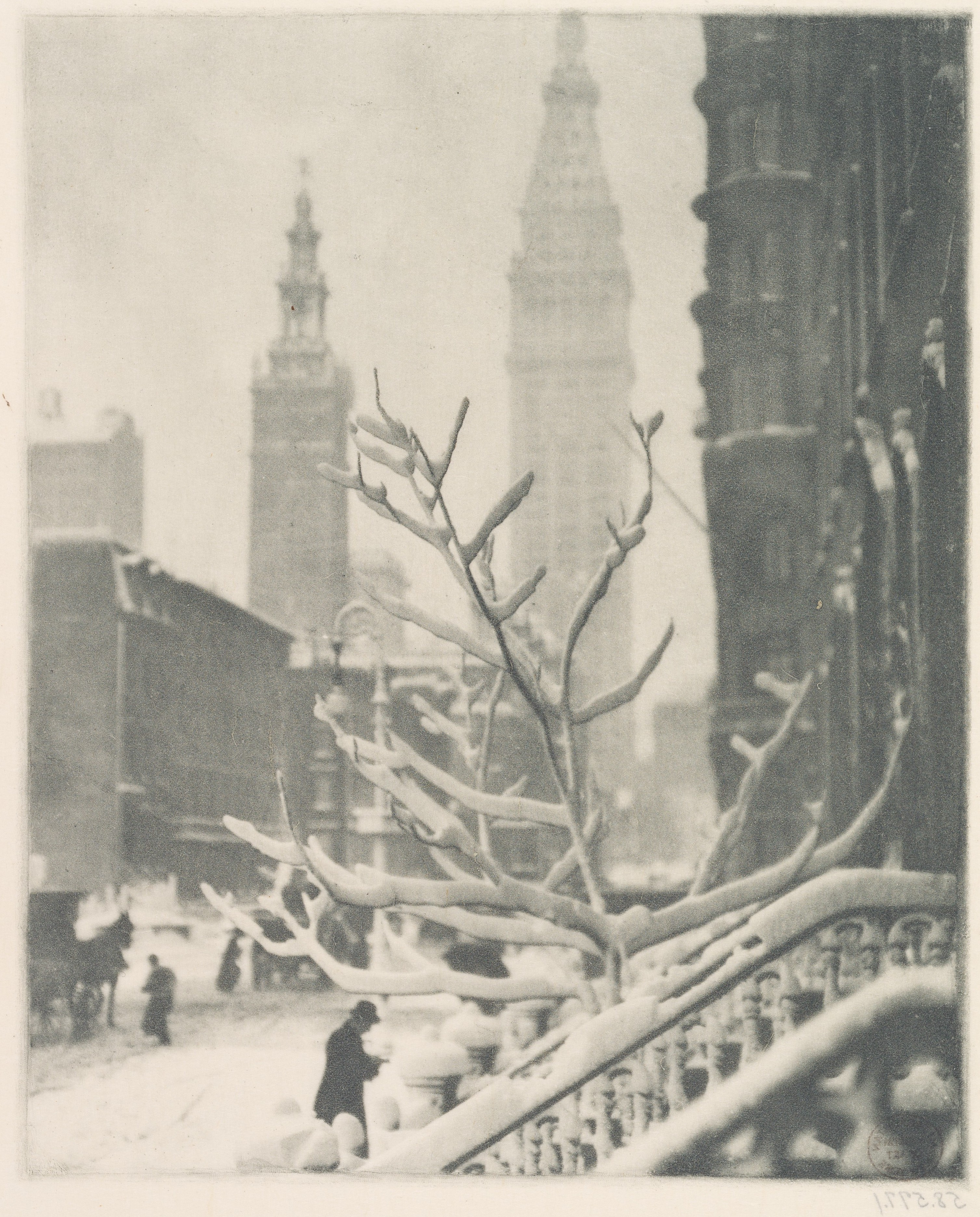
Two Towers, 1911.

En novembre 1893, Stieglitz a 29 ans, il épouse Emmeline Obermeyer âgée de 20 ans, sœur de son ami et associé Joe Obermeyer et fille d'un riche brasseur, elle ne partagera pas les intérêts artistiques ou culturels de son mari. Au début de 1894, Stieglitz et sa femme partent pour un voyage en France, en Italie et en Suisse. Stieglitz photographie beaucoup au cours de ce voyage, produisant certaines de ses premières images célèbres telles  A Venetian Canal, The Net Mender et A Wet Day on the Boulevard, Paris. Pendant son séjour à Paris, Stieglitz rencontre le photographe français Robert Demachy, qui devient un correspondant et un collègue pour la vie. À Londres, Stieglitz rencontre les fondateurs de la société photographique The Linked Ring (en), George Davison et Alfred Horsley Hinton (en), qui sont également tous deux restés ses amis et collègues pendant une grande partie de sa vie.
De 1897 à 1903, il publie  avec le Camera club la revue Camera Notes.
Il acquiert une renommée internationale en organisant, en 1902, au National Arts Club (en) de New York, une impressionnante exposition de photographies à laquelle participent les photographes du groupe Photo-Secession qui compte parmi ses membres fondateurs Gertrude Käsebier, Edward Steichen,  Clarence Hudson White (en) ou Joseph Keiley (en) avec lequel Stieglitz se lie d'amitié et collabore régulièrement, mettant au point avec ce dernier un perfectionnement du procédé de phototypie à la glycérine inventé par Alphonse Poitevin. Cette exposition n'inclut cependant pas le travail des photographes déjà connus tels Carleton Watkins, William Henry Jackson, ou Edward Sheriff Curtis. Il publie de 1902 à 1917, outre des photos d'artistes ayant participé à l'exposition de 1902, une nouvelle revue indépendante qu'il fonde et dirige, Camera Work pour la rédaction de laquelle, il emploie Charles Henry Caffin. Il travaille avec le procédé de photogravure, méthode de reproduction de photographies, à l'encre pour des tirages importants de grande qualité,,.

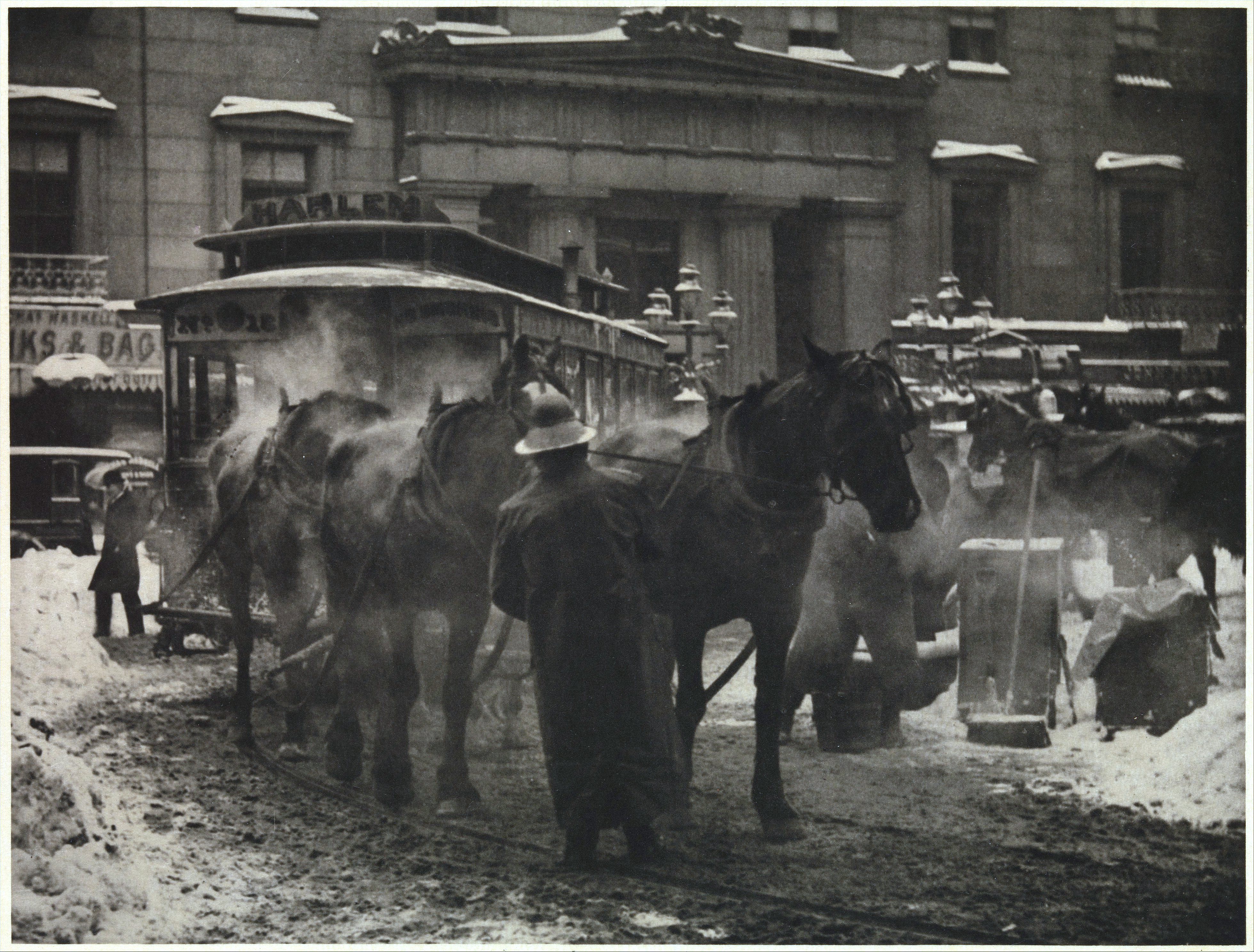
The Terminal, 1892.
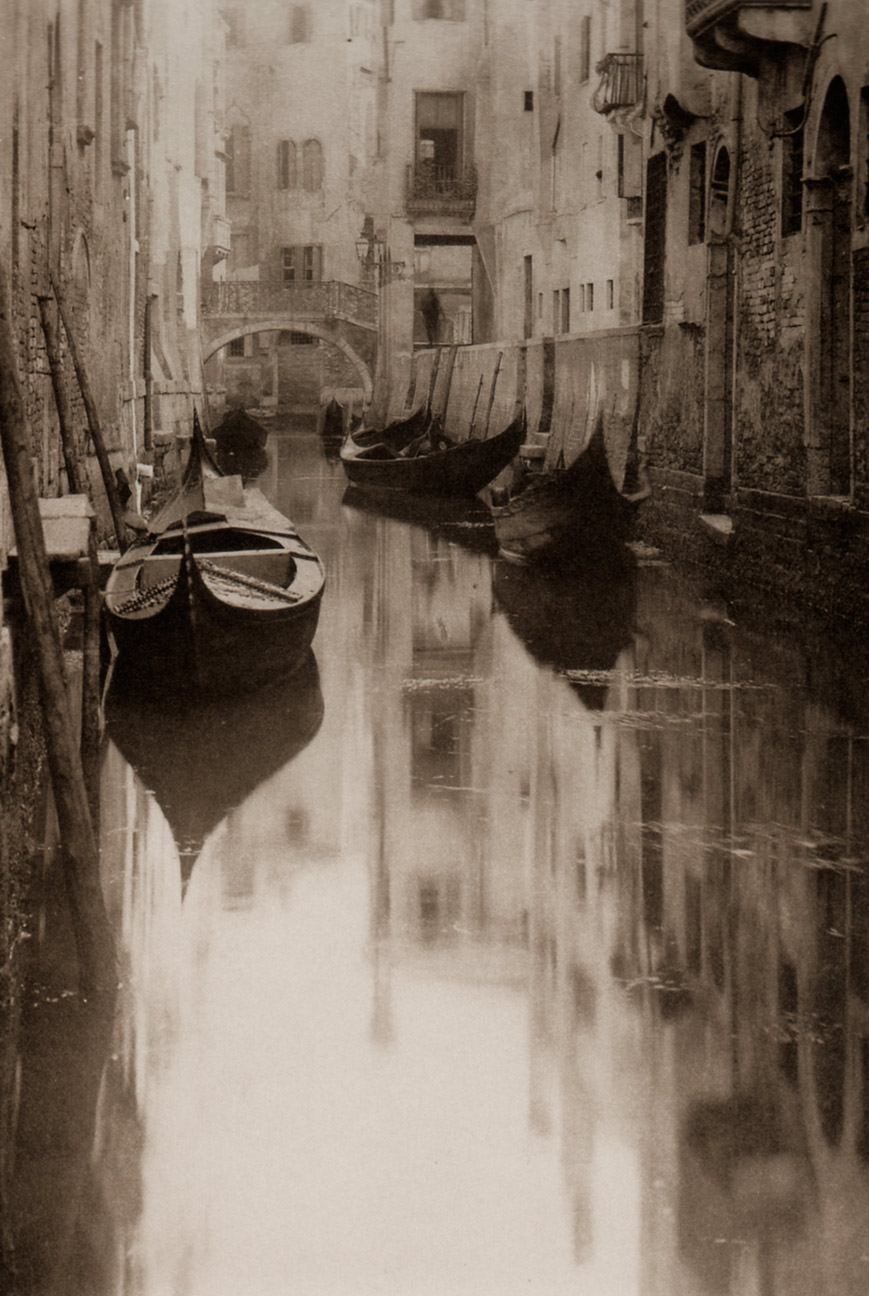
Venitian Canal, 1894.
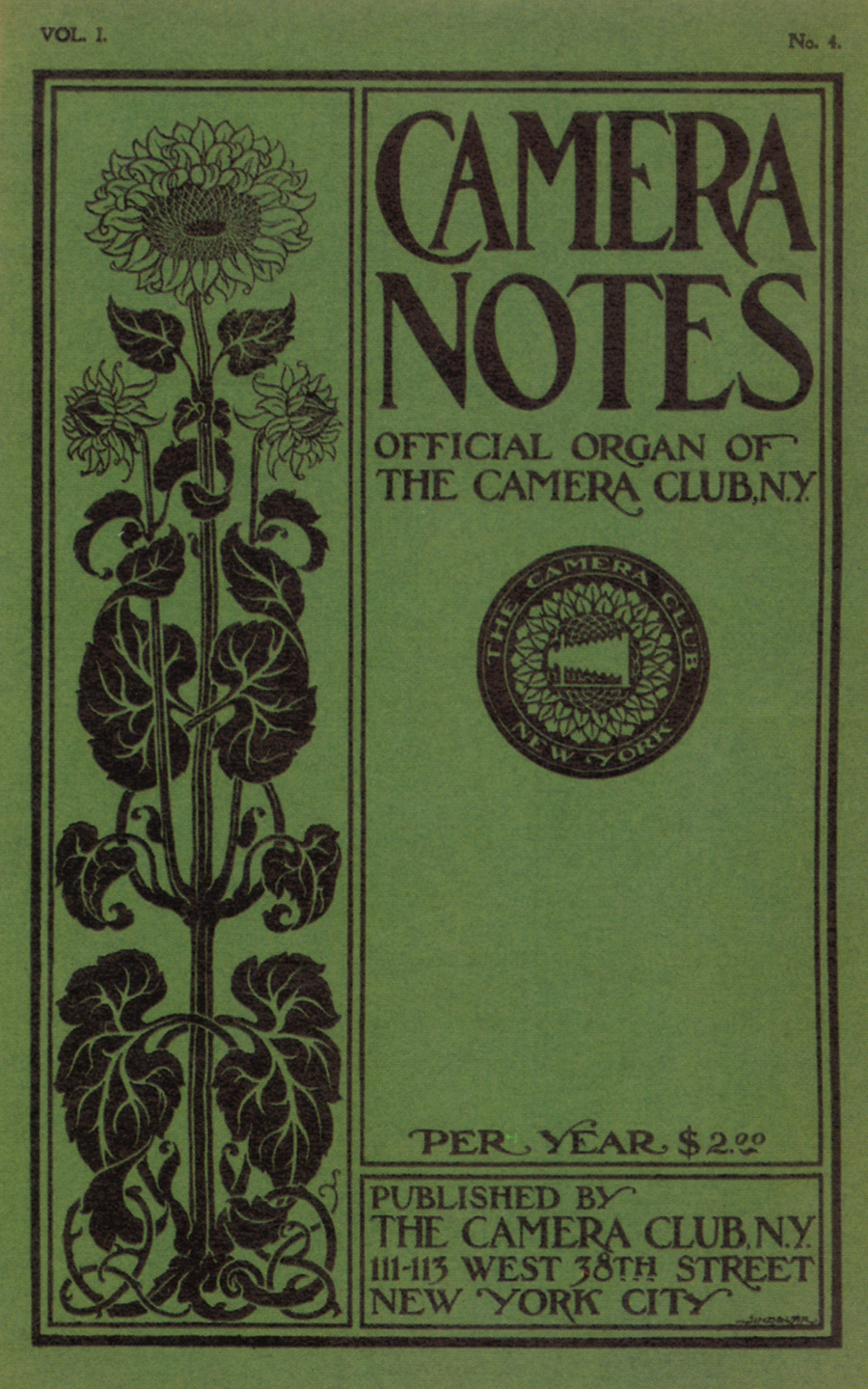
Camera Notes, 1898.
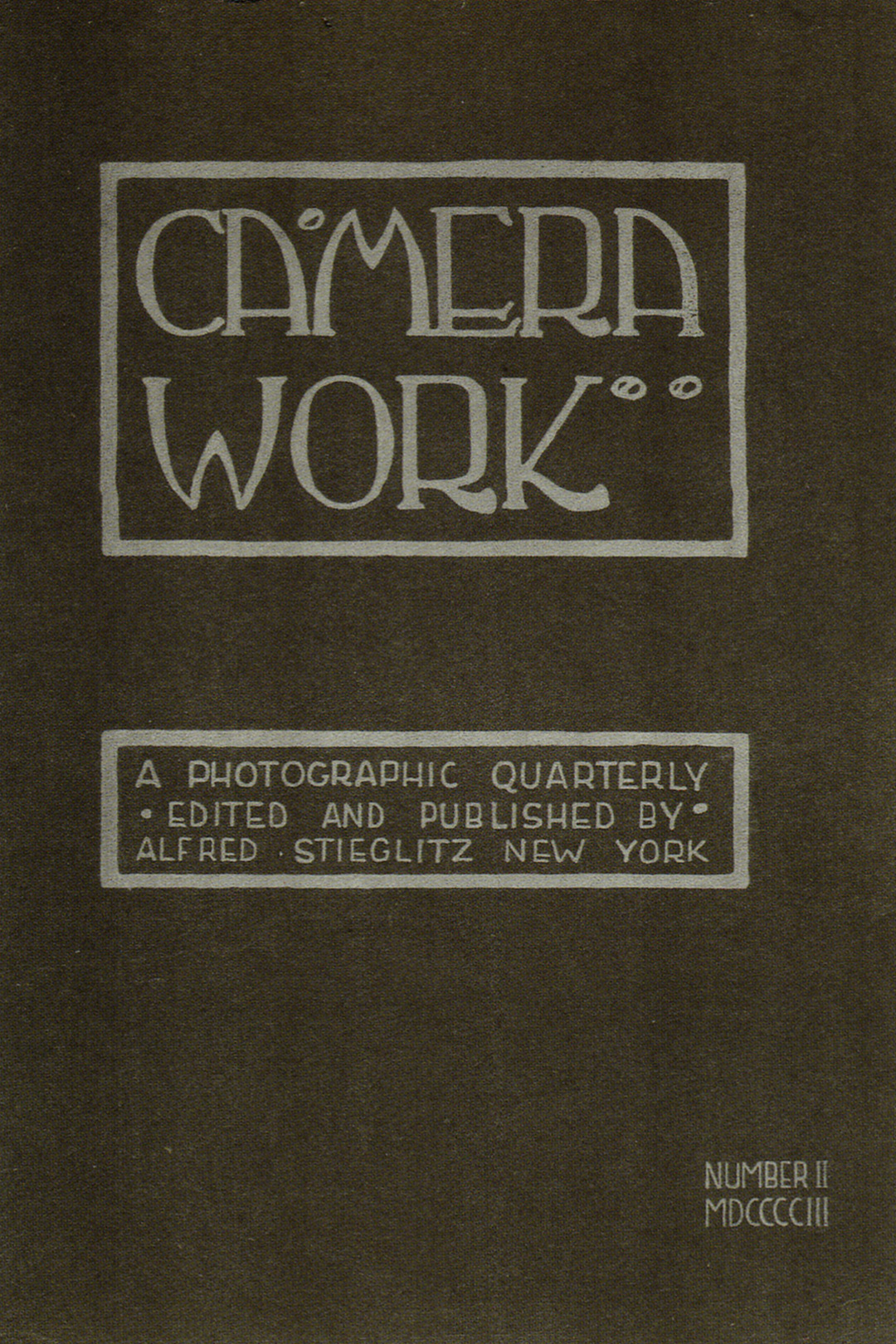
Camera Work, 1903.
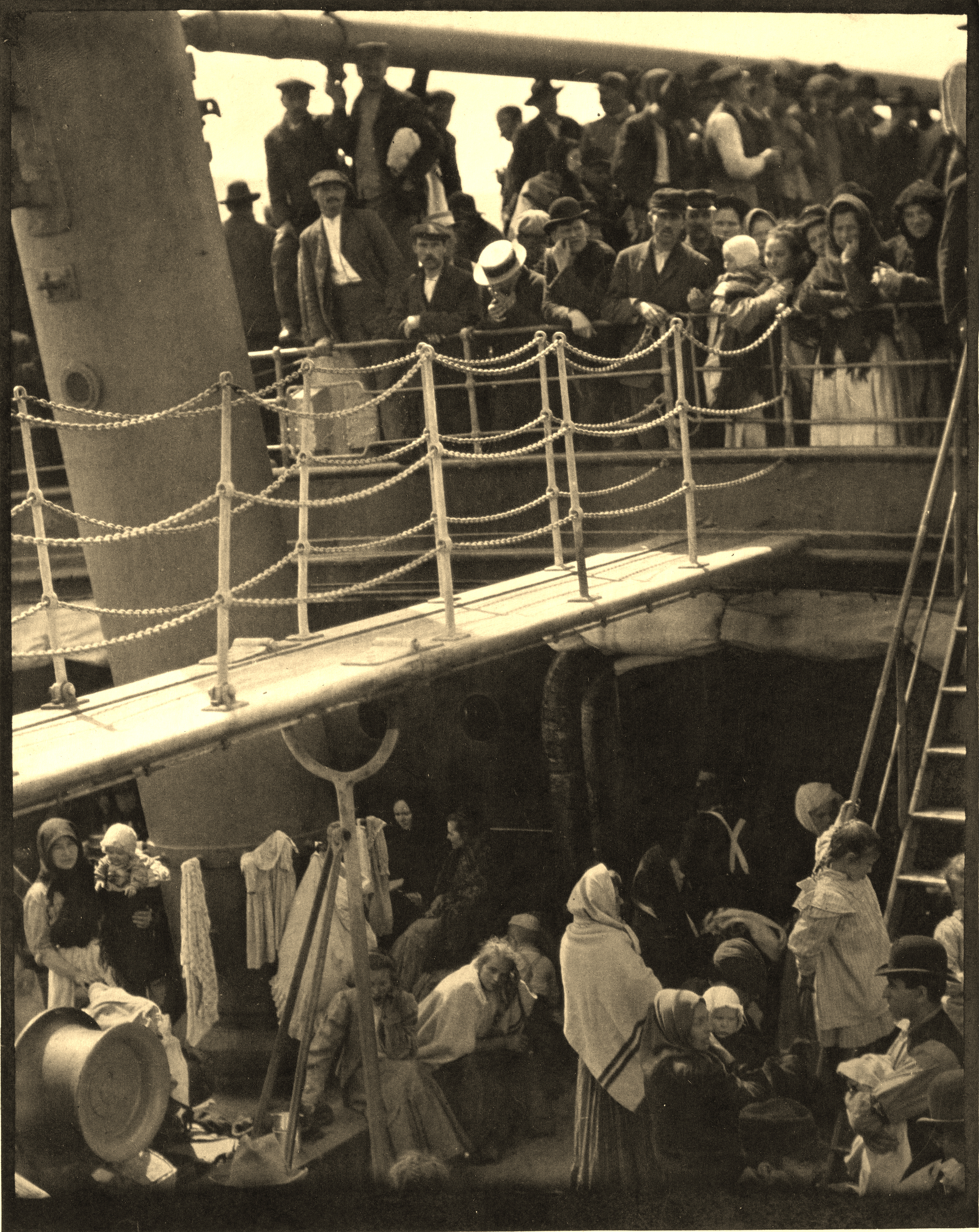
L'Entrepont, 1907.

C'est au cours d'un voyage en Europe, à bord du Kaiser Wilhelm II, que Stieglitz capture ce qui est reconnu comme l'une de ses photographies les plus célèbres L'Entrepont, en braquant son appareil photo sur les passagers des classes inférieures à l'avant du navire. Il ne la publie qu'en 1907, quatre ans après. Pour Lisa Hostetler, dans cette photographie l'agencement des formes et des tons trahit la familiarité de Stieglitz avec le cubisme. Un exemplaire est exposé au Musée d'Orsay à Paris.
Pendant son séjour en Europe, Stieglitz assiste à la première démonstration du procédé de photographie en couleur autochrome des frères Lumière, il l'expérimente aussitôt à Paris avec Steichen, Frank Eugene et Alvin Langdon Coburn. Il emporte trois des autochromes de Steichen à Munich afin de faire réaliser des reproductions en quadrichromie pour les insérer dans un numéro de Camera Work,.

Portraits autochromes
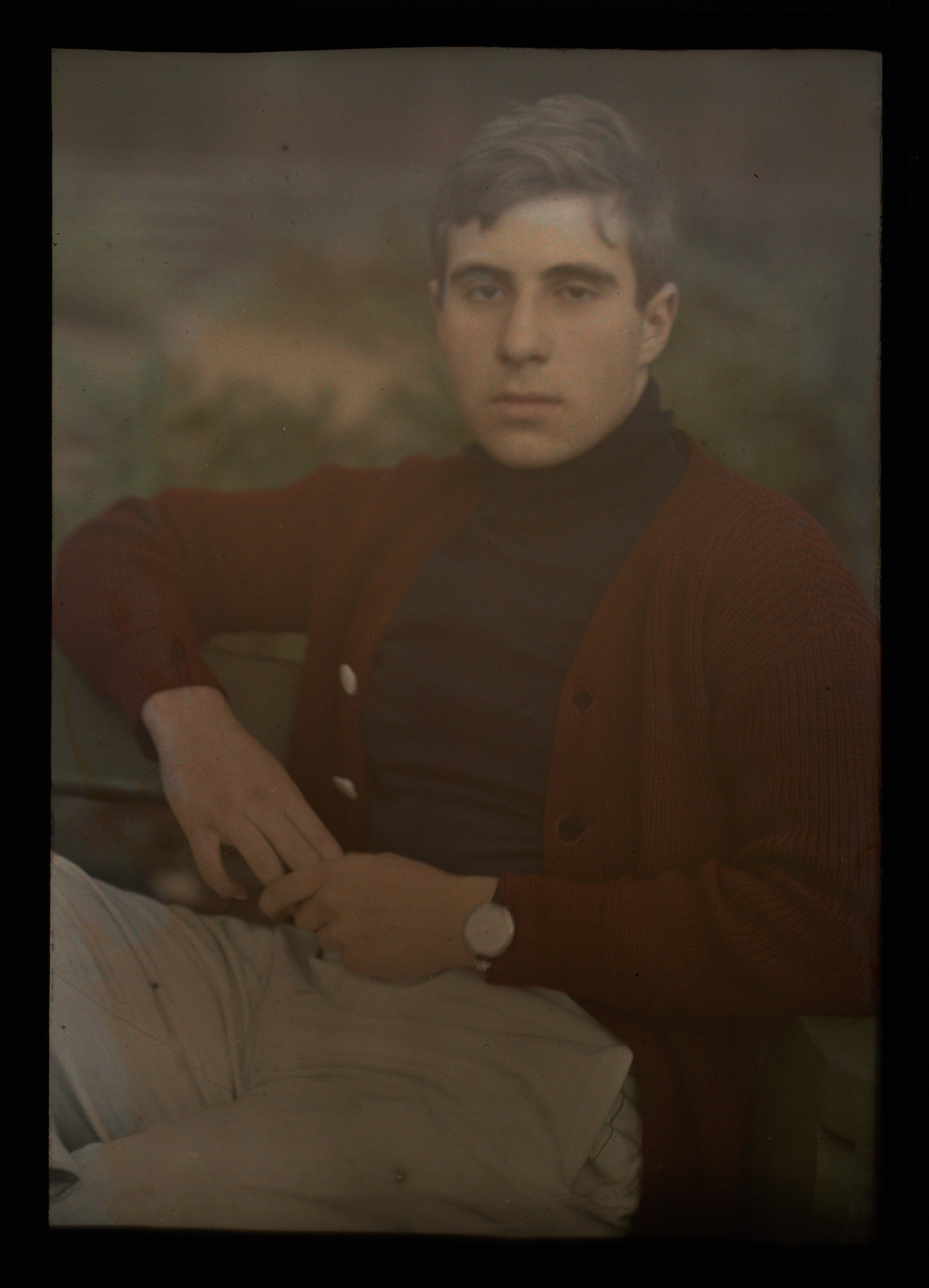
Man in Red Sweater, 1907.
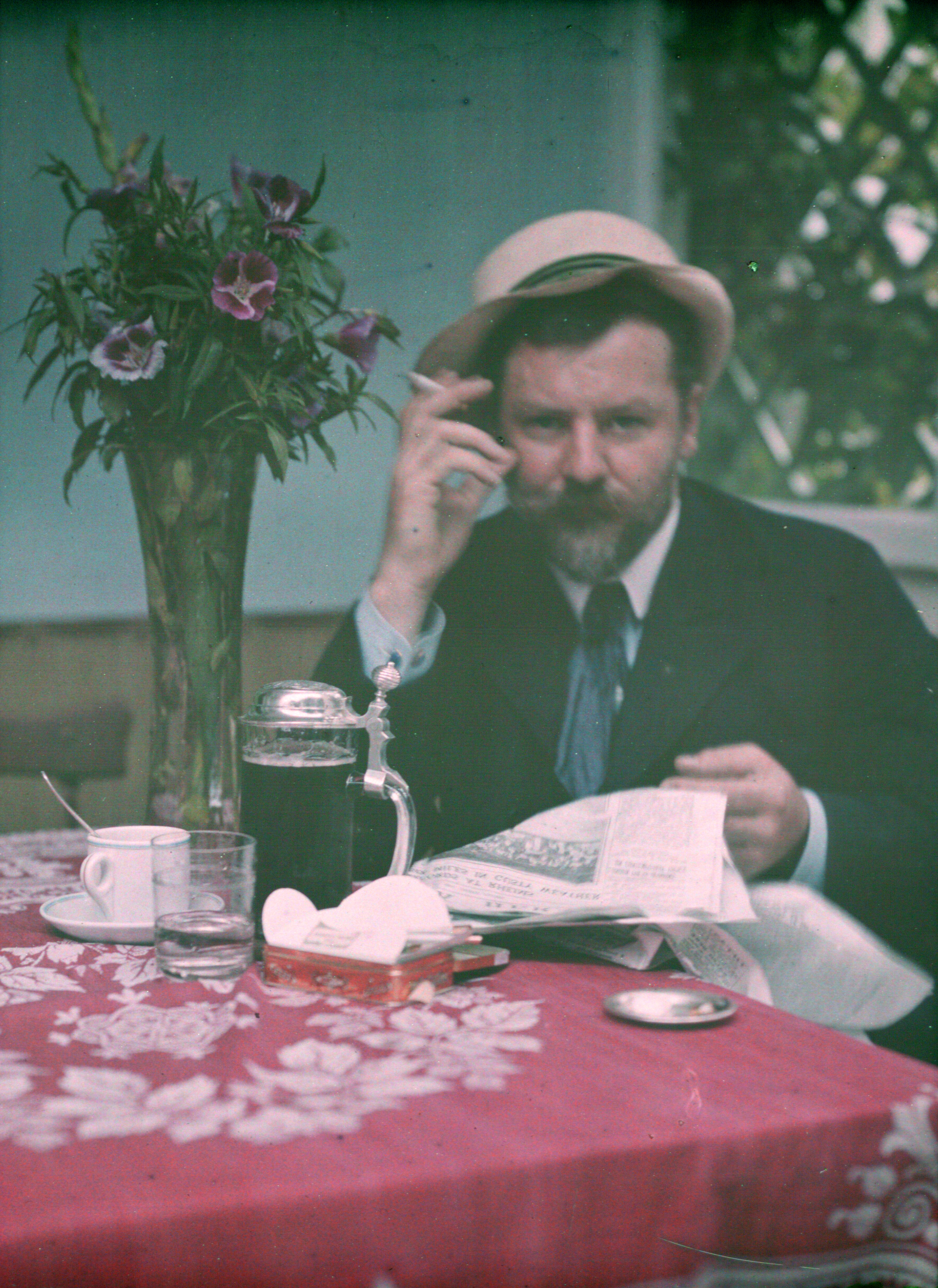
Frank Eugene vers 1907, attribué à Alfred Stieglitz.
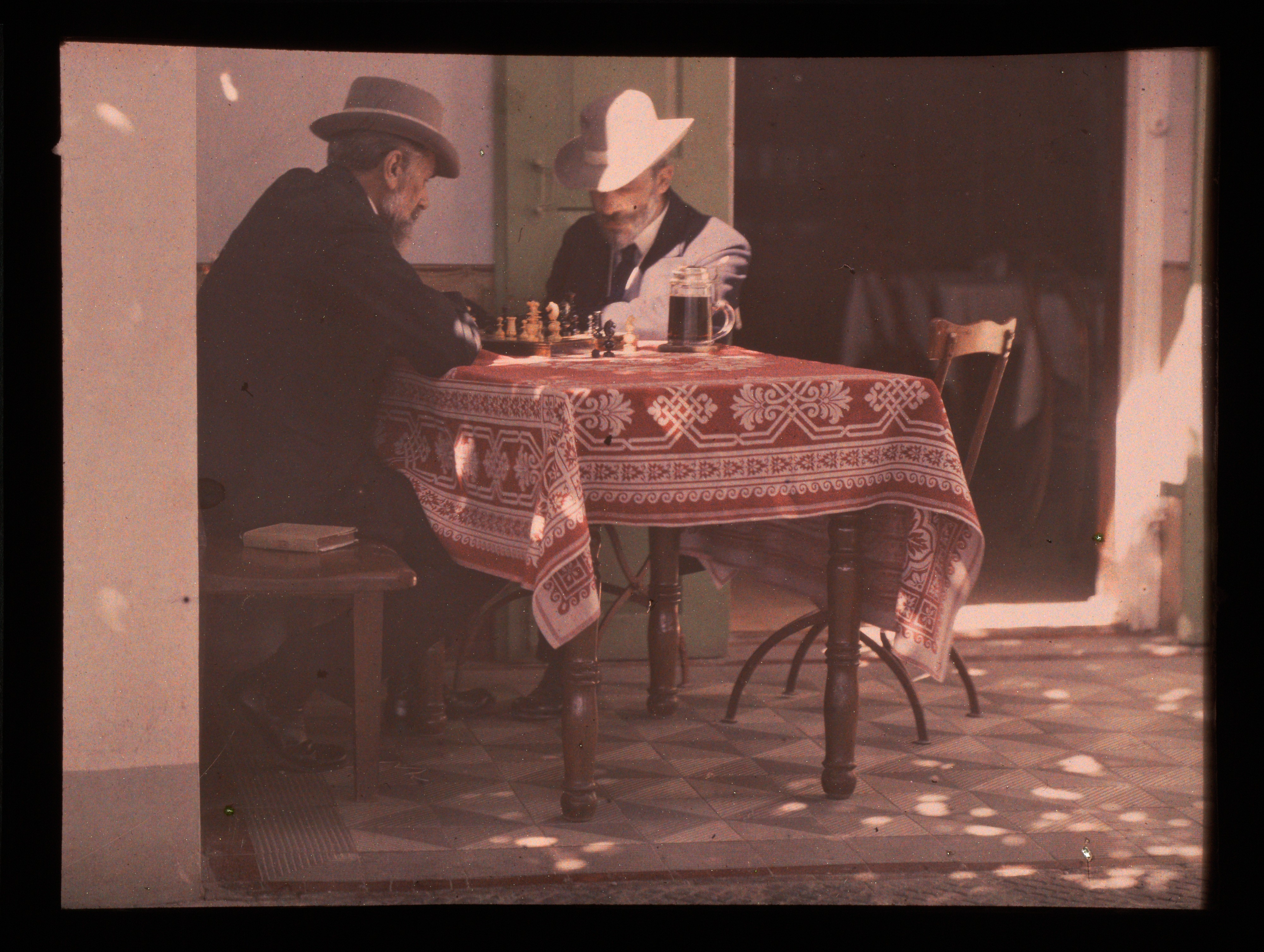
Two men playing Chess, 1907.
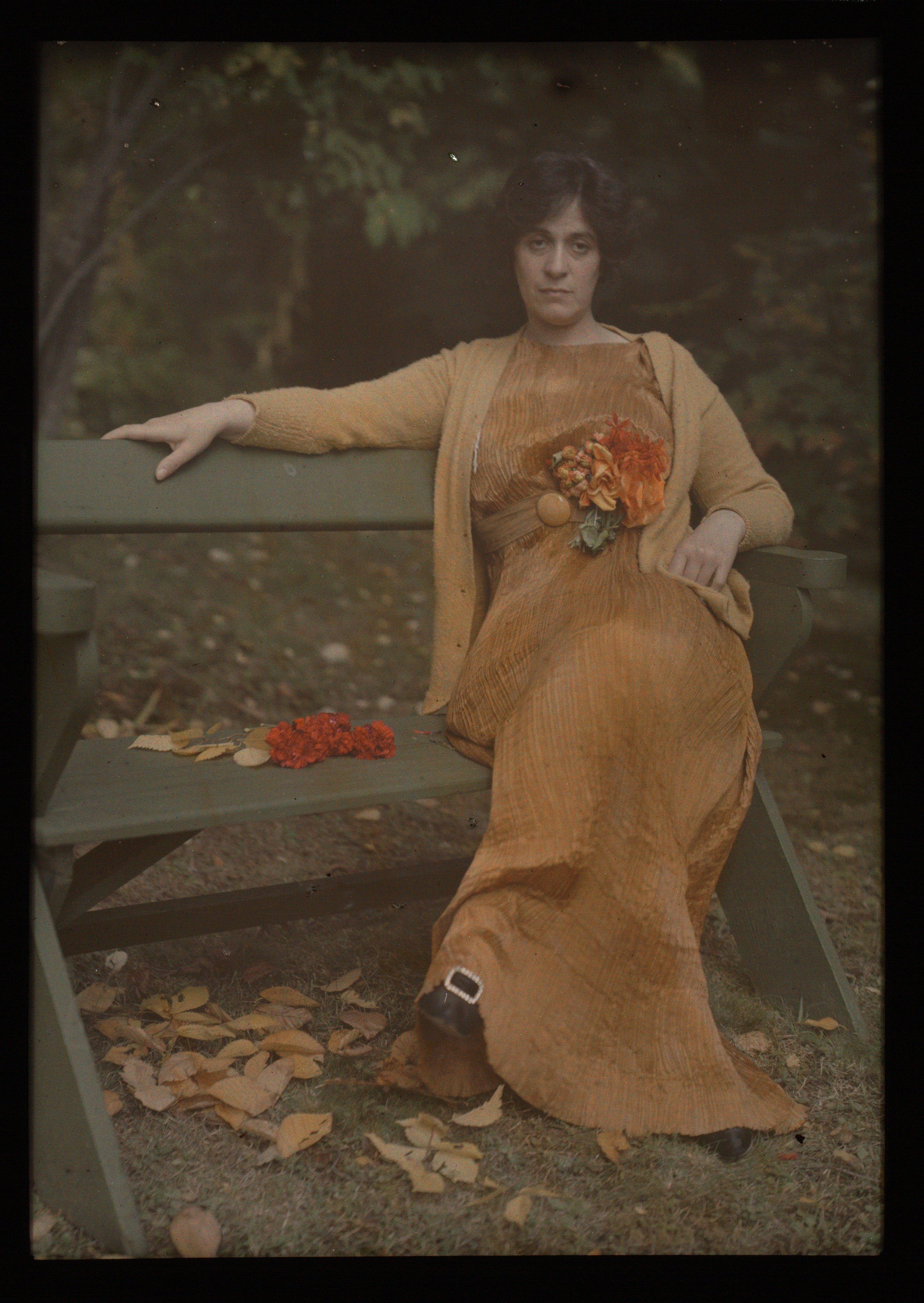
Mrs Selma Schubart, 1907.
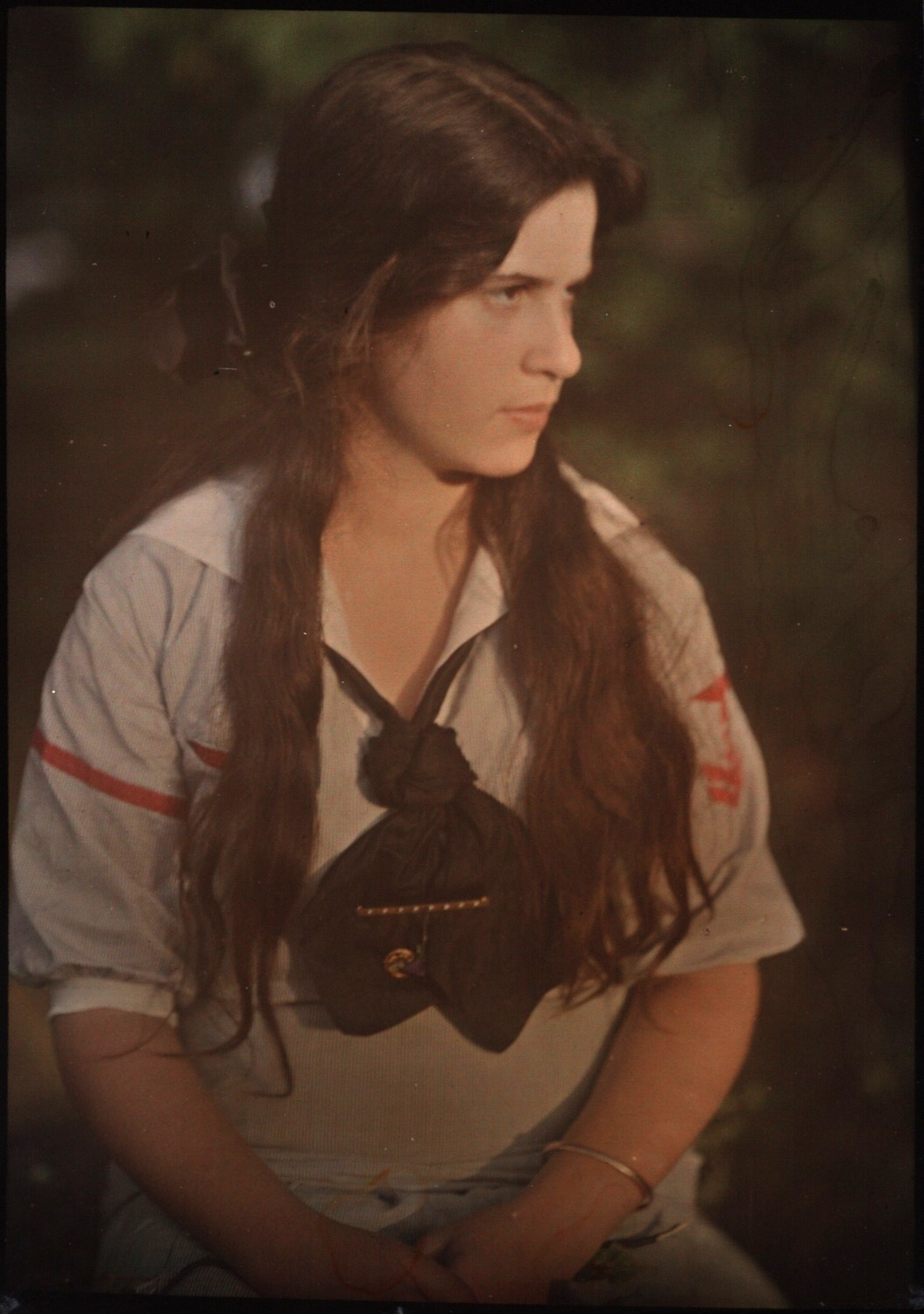
Katherine Stieglitz (sa fille), 1910.

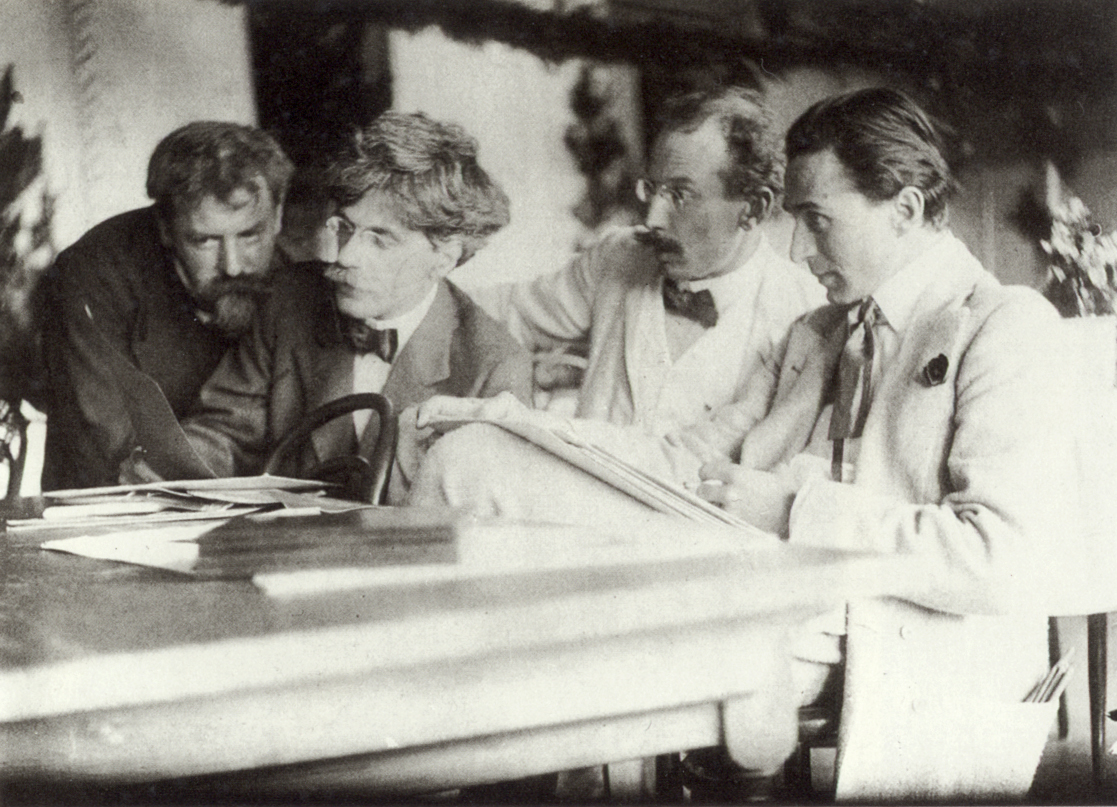
Frank Eugene, Stieglitz, Heinrich Kühn et Edward Steichen, 1907.

De 1905 à 1917, il dirige la Galerie 291, située au 291, Cinquième Avenue à New York, où, en 1908, il est le premier à exposer les œuvres d'artistes européens avec des dessins inédits d'Auguste Rodin ou des toiles de Pablo Picasso, Henri Matisse, Georges Braque, Paul Cézanne ou Francis Picabia, des sculptures de Brancusi et même de Marcel Duchamp au public américain,.
Dans sa galerie, Stieglitz intercale délibérément des expositions d'art qu'il savait controversé avec des expositions de ce que Steichen appelait « l'art compréhensible » et des expositions de photographies. L'intention était d'instaurer un dialogue qui permettrait aux visiteurs de voir, de discuter et de réfléchir aux différences et aux similitudes entre les artistes de tous rangs et de tous types : entre les peintres, les dessinateurs, les sculpteurs et les photographes ; entre les artistes européens et américains ; entre les figures plus anciennes ou plus établies et les praticiens plus jeunes et plus récents. Sur les conseils de Marius de Zayas, il est également le premier a exposer des sculptures africaines et des dessins d’enfants, et à publier des textes de Sadakichi Hartmann et de Gertrude Stein,. Stieglitz était également conseillé par Paul Haviland et Picabia. À la même époque, le National Arts Club organise une exposition spéciale d'art contemporain qui comprend des photographies de Stieglitz, Steichen, Käsebier et White ainsi que des peintures de Mary Cassatt, William James Glackens, Robert Henri, James Abbott McNeill Whistler et d'autres. Il s'agissait de la première grande exposition aux États-Unis dans laquelle les photographes étaient sur un pied d'égalité avec les peintres.
En 1913 a lieu l'exposition d'art moderne l'Armory Show, que selon Jean-Pierre Delarge, les efforts de Stieglitz anticipent.
À partir de 1910 et jusque dans les années 1920 et 1930, Alfred Stieglitz réalise une série de portraits d'artistes et d'auteurs américains qui l'entouraient. Ces images révèlent l'abandon par Stieglitz du pictorialisme au profit de la photographie directe, tout en témoignant de l'intimité du photographe avec ses sujets. Daniel Catton Rich (en), remarque que « ses portraits des grands de son époque restent des portraits consacrés. Presque tous les portraits sont le fruit d'une compréhension personnelle ; ils sont comme des archives d'amitiés profondes. ».

Portraits of Americans
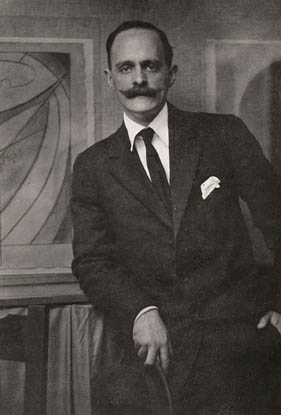
Marius de Zayas, 1913.
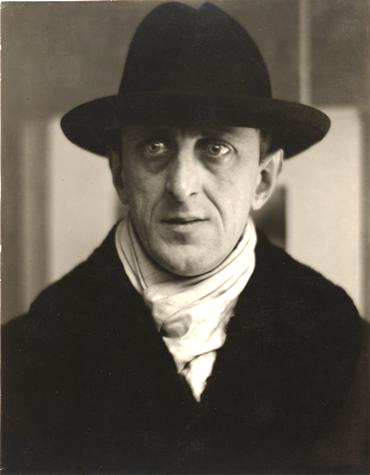
Mardsen Hartley, 1915.
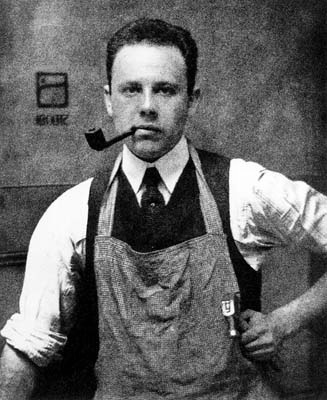
Paul Strand, 1917.
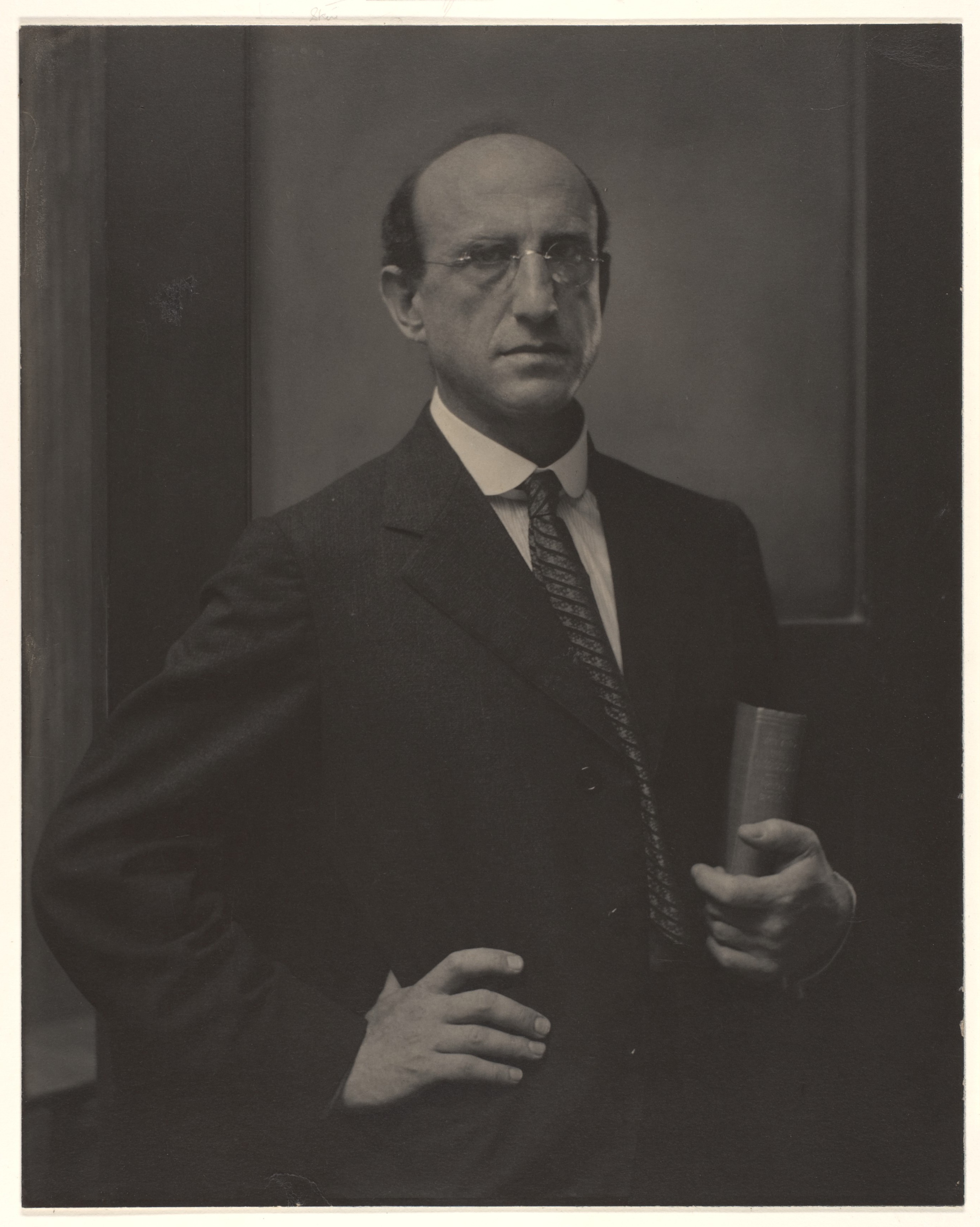
Leo Stein, 1917.
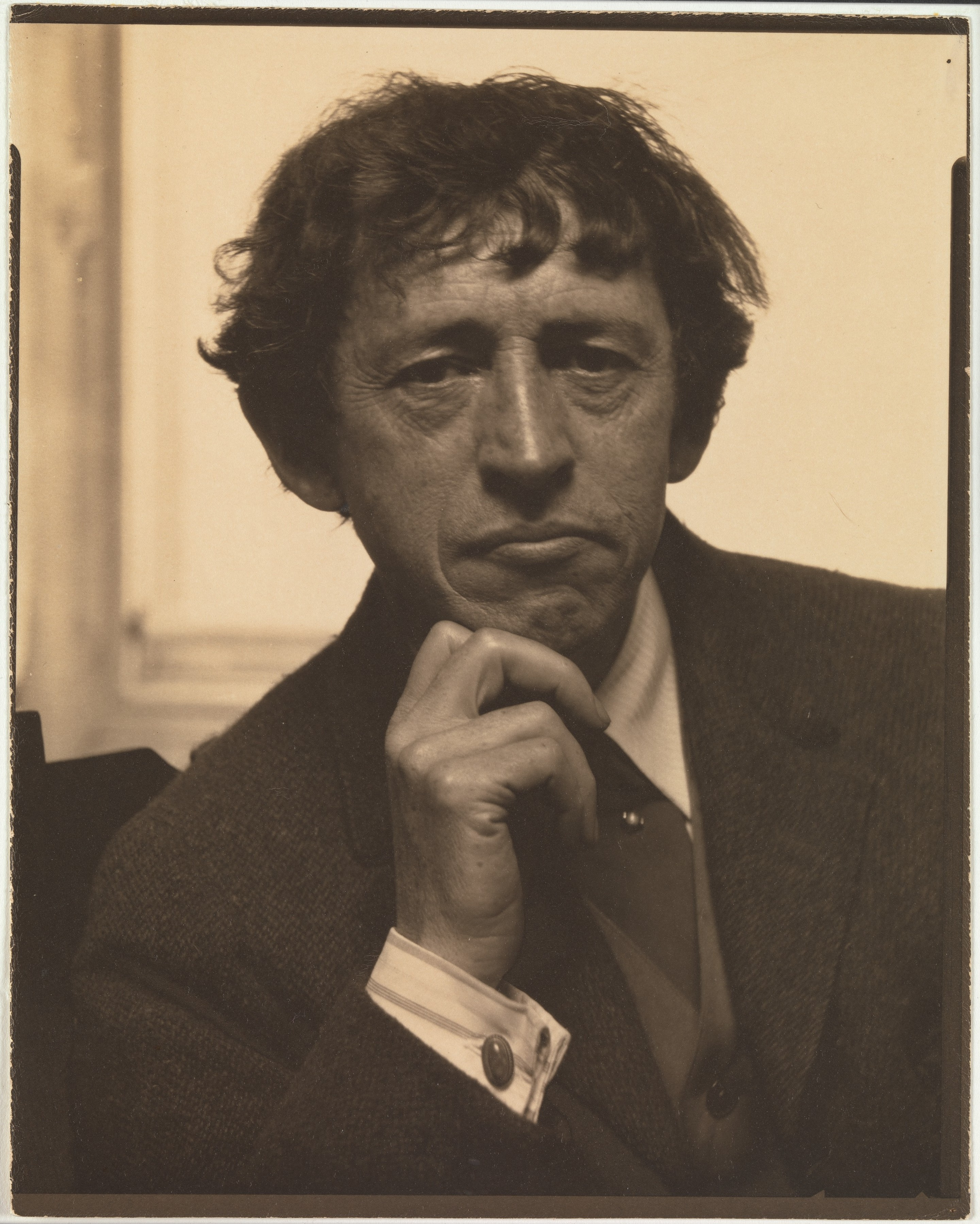
John Marin, 1922.
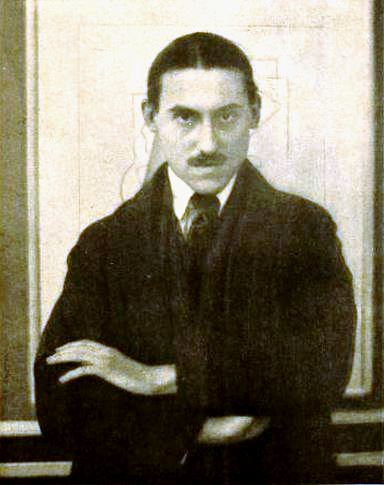
Charles Demuth, 1922.
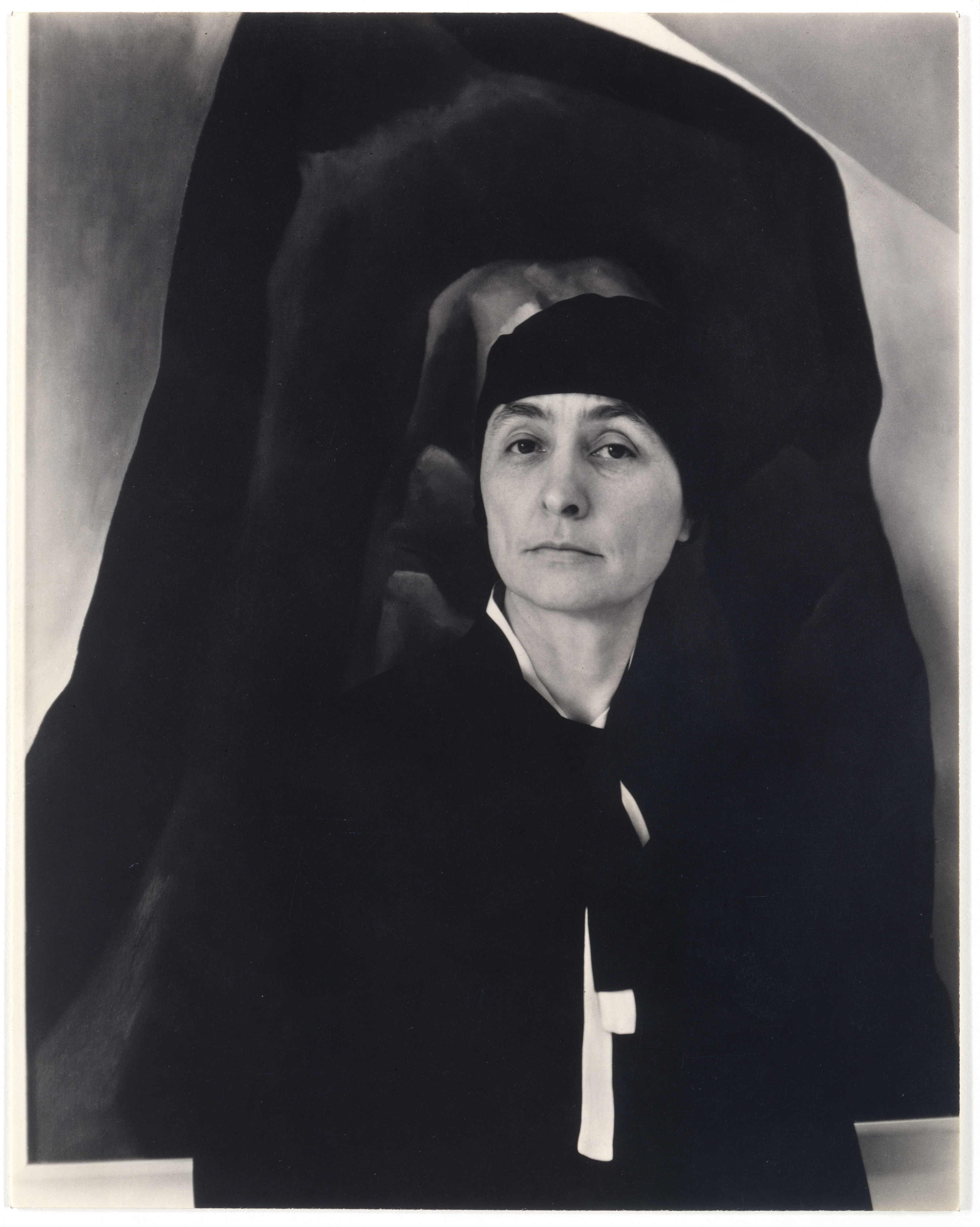
Georgia O’Keefe, 1930.
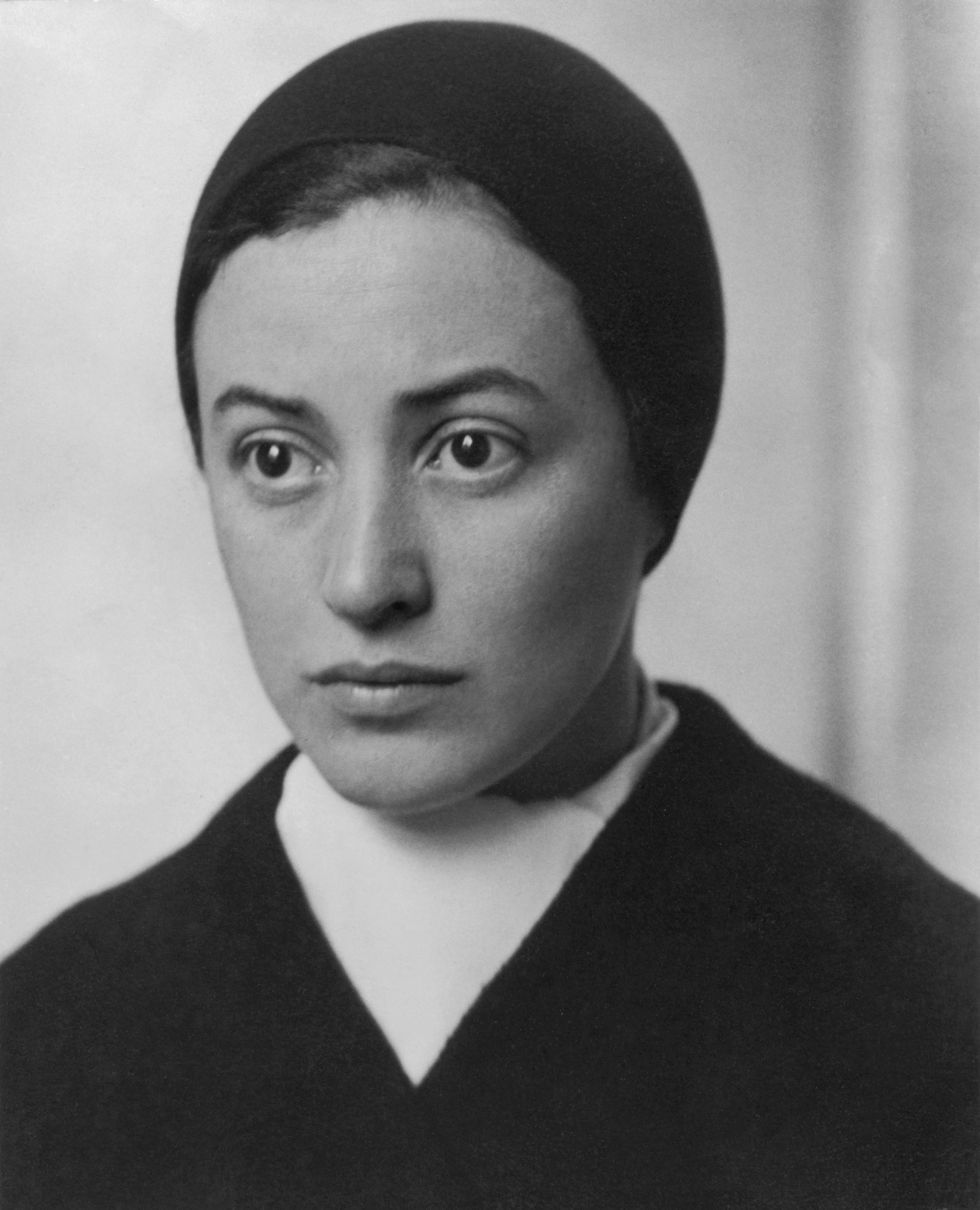
Dorothy Norman, 1932.

Il gère ensuite d'autres galeries, « The Intimate Gallery » (1925-1929), « An American Place » (1929-1946). Ces deux dernières petites galeries étaient consacrées presque exclusivement à des expositions d'artistes modernistes américains que Stieglitz admirait tels Charles Demuth, Arthur G. Dove, Marsden Hartley, John Marin et Georgia O'Keeffe ou Gaston Lachaise et Oscar Bluemner Dans une moindre mesure, il expose également les œuvres de photographes américains ; en 1936, il expose le travail d'Ansel Adams, vingt ans après celui de Paul Strand, et deux ans plus tard, il expose le travail d'Eliot Porter. Grâce à ces efforts, Stieglitz contribue au respect du public pour l'art américain.

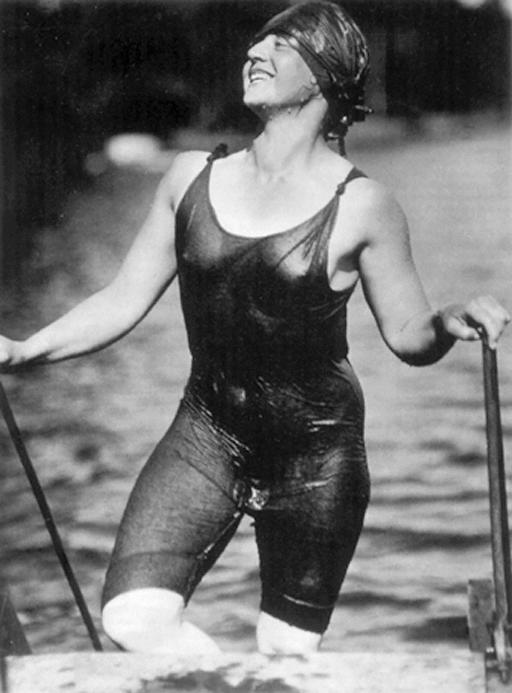
« Snapshot », dEllen Koeniger, Lake George, 1916.

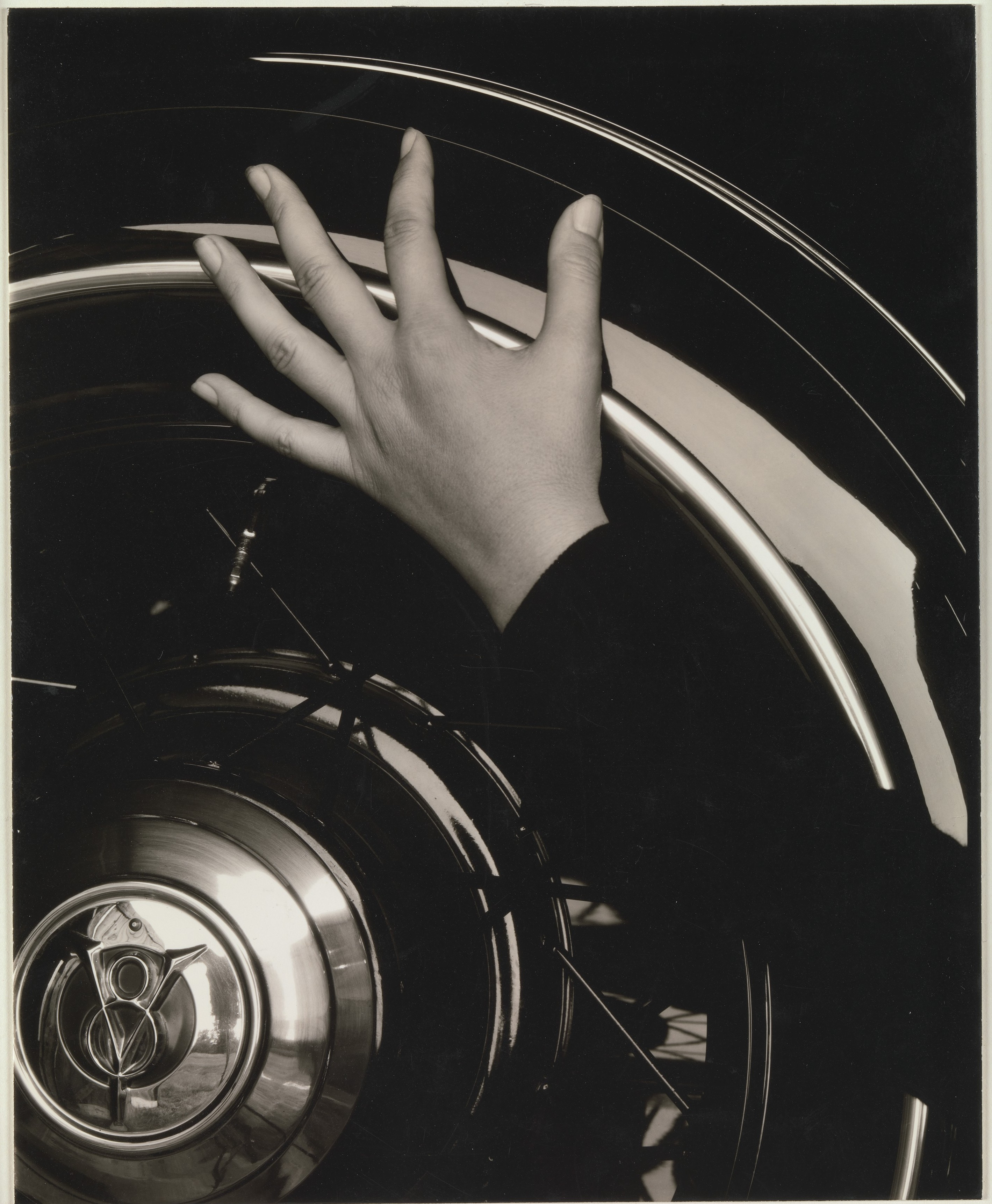
Hand and Wheel, 1933. Main d’O’Keffe, sur une roue de la décapotable Ford V-8, symbole de sa liberté.

Vers 1917, il cesse la publication de Camera Work, et son style photographique change ; alors qu'au début du siècle, la meilleure méthode pour prouver la légitimité de la photographie en tant que moyen de création semblait suggérer de s'approprier l'apparence du dessin, de l'estampe ou de l'aquarelle dans les tirages photographiques finis, de telles pratiques ont commencé à sembler peu judicieuses après  la Première Guerre mondiale. Stieglitz est de plus en plus intrigué par une esthétique visuelle plus moderne pour la photographie. Il s'intéresse à la photographie pure. Il prend conscience de ce qui se passe dans la peinture et la sculpture d'avant-garde et trouve que le pictorialisme ne représente plus l'avenir, mais le passé. En cela, il a été influencé en partie par le peintre Charles Sheeler et par le photographe Paul Strand, puis par le jeune Edward Weston. Il commence une série de plusieurs centaines de photographies de son « âme sœur » ou « double féminin » enfin trouvée, sa future femme, de 24 ans sa cadette, Georgia O'Keeffe . Son refus d'enfermer la personnalité de l'artiste dans une seule image était en accord avec plusieurs idées modernistes : l'idée d'un sentiment de soi fragmenté, engendré par le rythme rapide de la vie moderne ; l'idée qu'une personnalité, comme le monde extérieur, est en constante évolution, et peut être suspendue mais non arrêtée par l'intervention de l'appareil photo ; et, enfin, la prise de conscience que la vérité dans le monde moderne est relative et que les photographies sont autant une expression des sentiments du photographe pour le sujet qu'un reflet du sujet représenté, .
Il réalise, dans un esprit similaire, ses plus belles œuvres, alors qu'il vit dans les Adirondacks, dont ses nuages, nommés Équivalents. Les photos de nuages étaient des portraits non manipulés du ciel qui fonctionnaient comme des analogues de l'expérience émotionnelle de Stieglitz au moment où il déclenchait l'obturateur. Stieglitz, comme nombre d'artistes de son cercle, a soutenu que l'art visuel pouvait revêtir les mêmes qualités non représentatives (figuratives), [mais] émotionnellement évocatrices que la musique.
En 1923, le musée des Beaux-Arts de Boston à l'initiative d'Ananda Coomaraswamy, lui demande s'il veut faire don de quelques-unes de ses œuvres au musée. C'est la première fois qu'un musée expose des photographies,.

Equivalents (1922-1935)
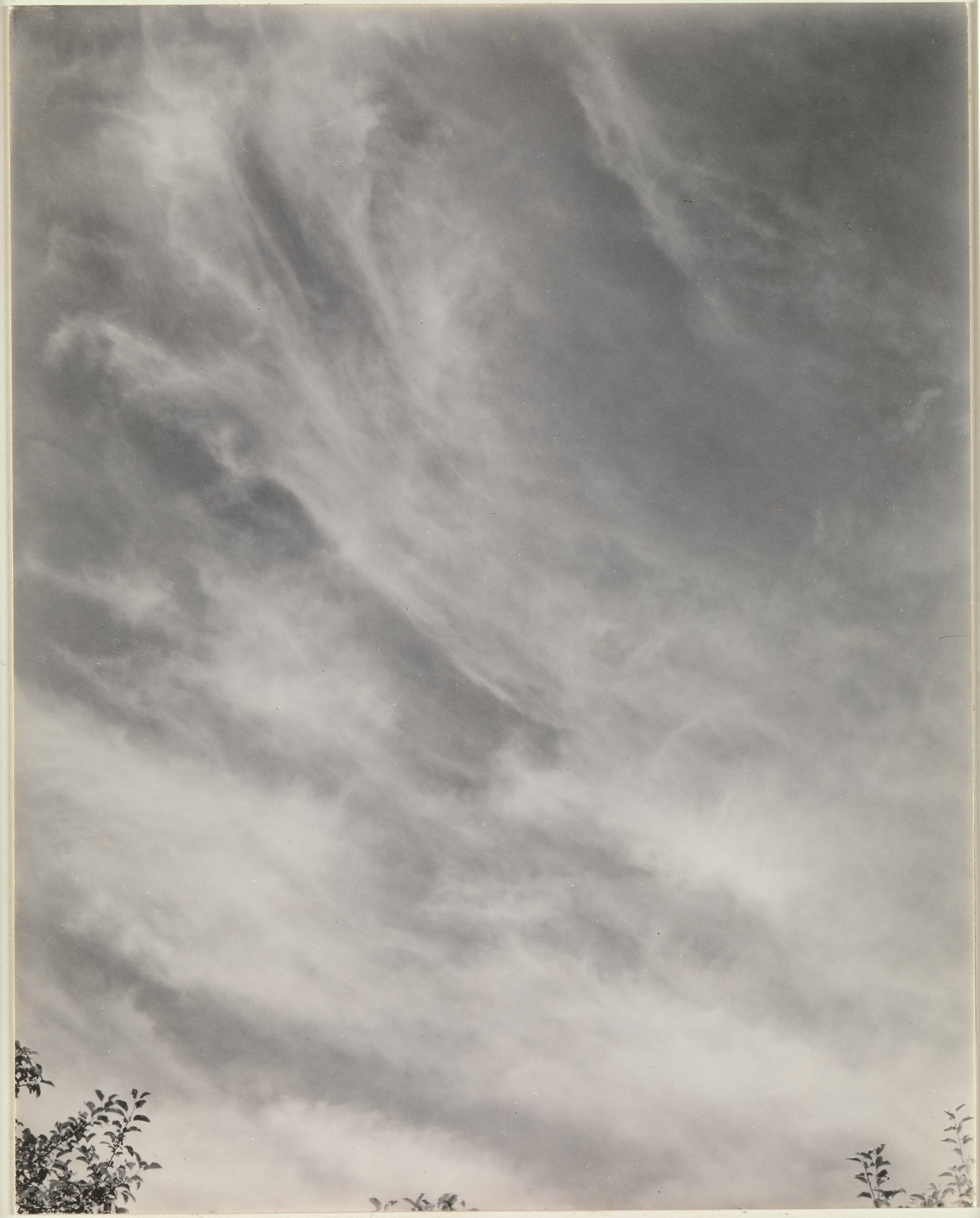
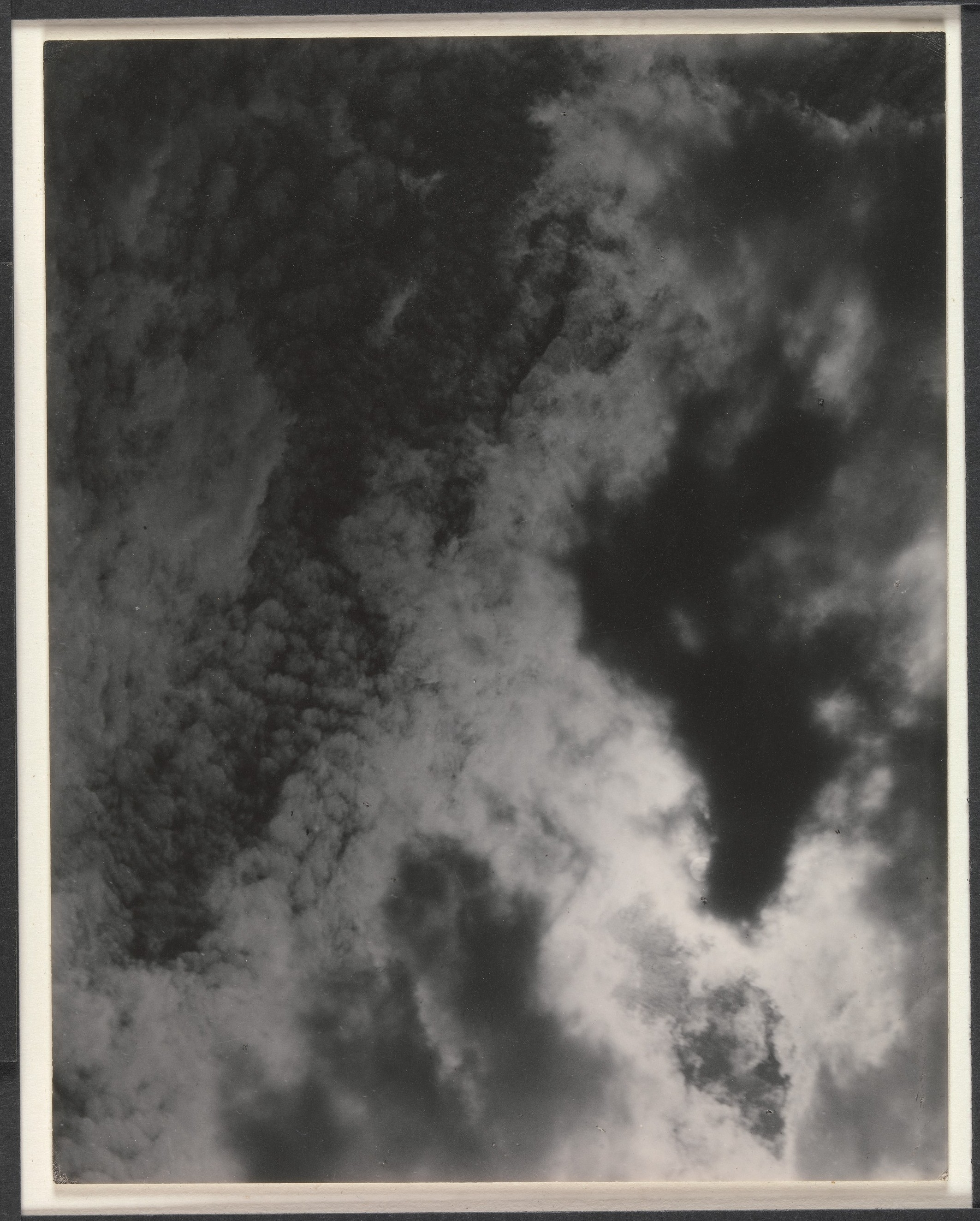
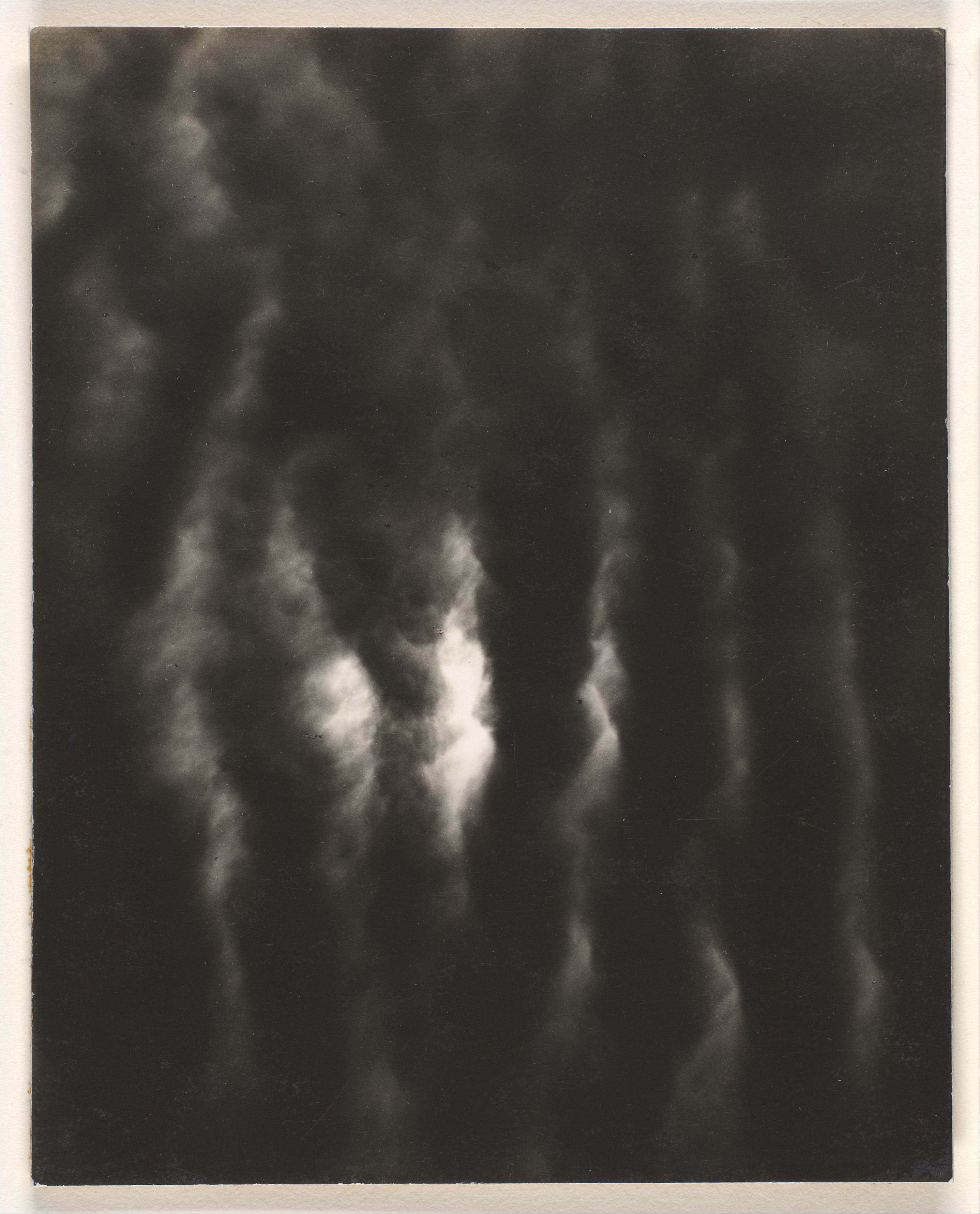
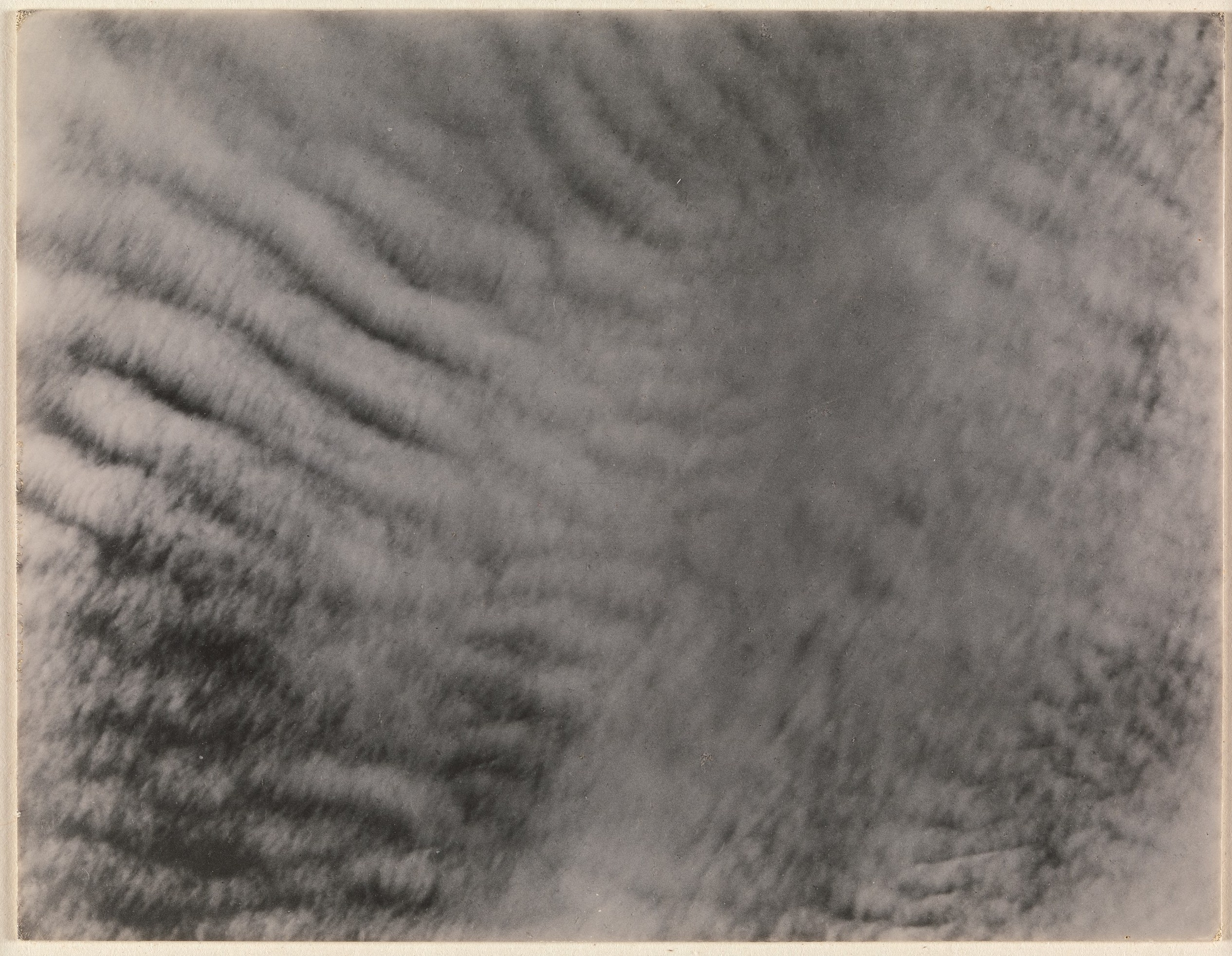

En 1924, il offre 27 photographies au Museum of Fine Arts de Boston. Il est le premier à faire ce genre de don. La même année, il épouse Georgia O'Keeffe et reçoit la médaille du progrès de la Royal Photographic Society.
Alfred Stieglitz ouvre en 1929 sa dernière galerie, An American Place sur Madison Avenue à New York, qu'il dirige jusqu'à sa mort. Stieglitz y accueille de jeunes artistes et un flot de visiteurs désireux de rencontrer une légende vivante de la scène artistique new-yorkaise.
En 1934, il publie America and Alfred Stieglitz, a Collective Portrait, une collection de ses œuvres photographiques.
Dans les années 1930, Stieglitz revient aux photographies de New York, continue ses « portraits » de Georgia O'Keefe qui revendique désormais son indépendance, et trouve son inspiration dans la nature proche du lac George.

From my window (1931-1932)
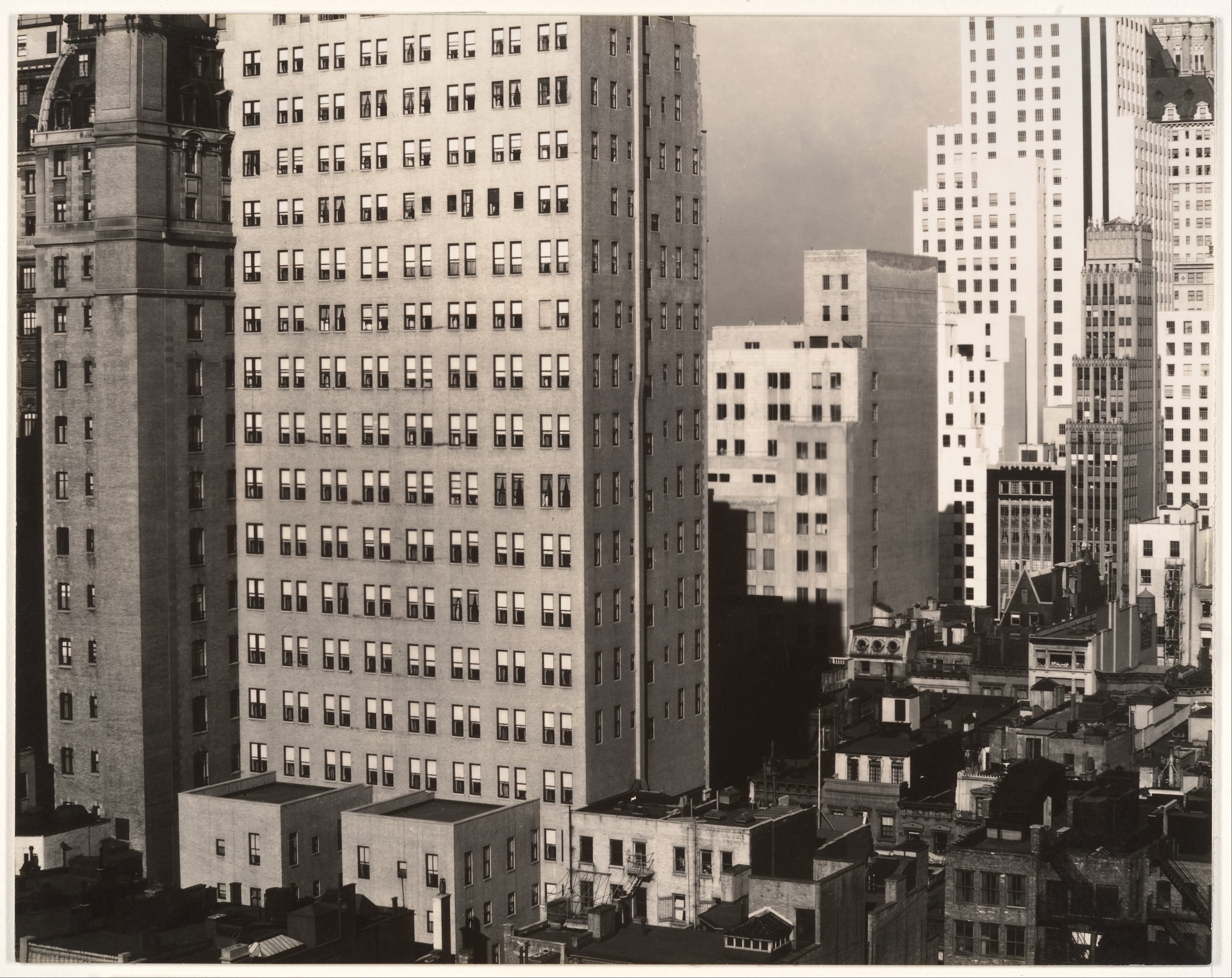
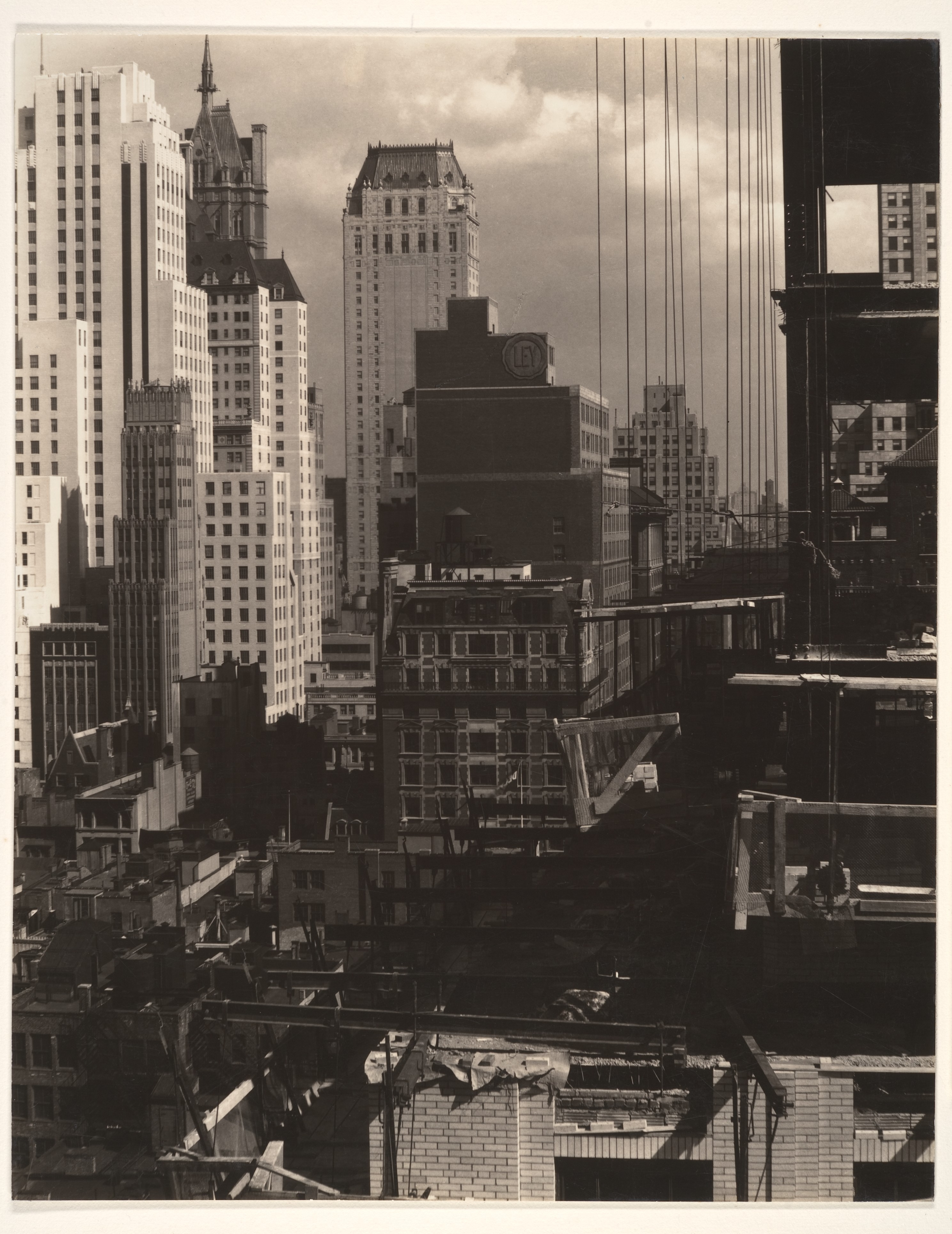
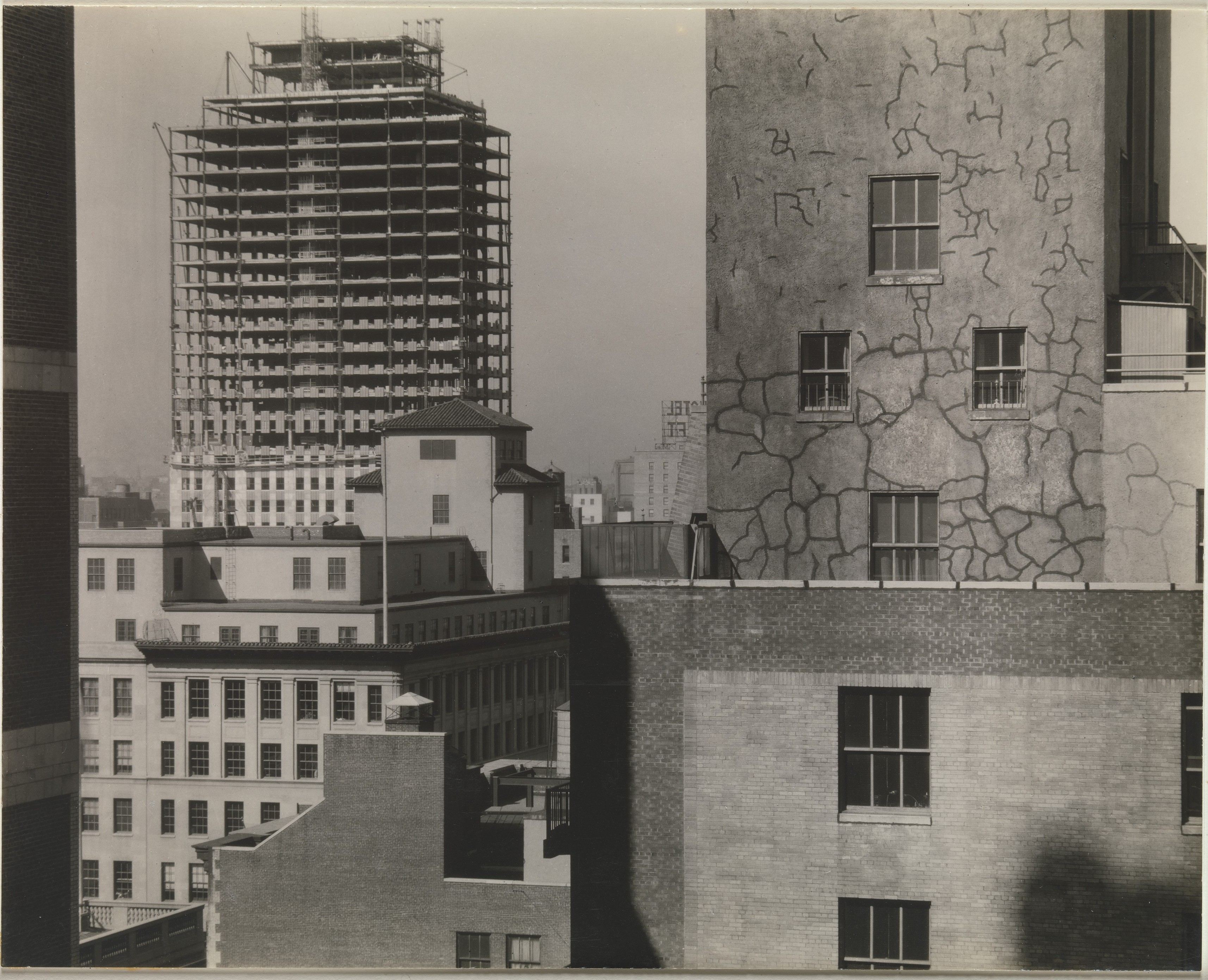
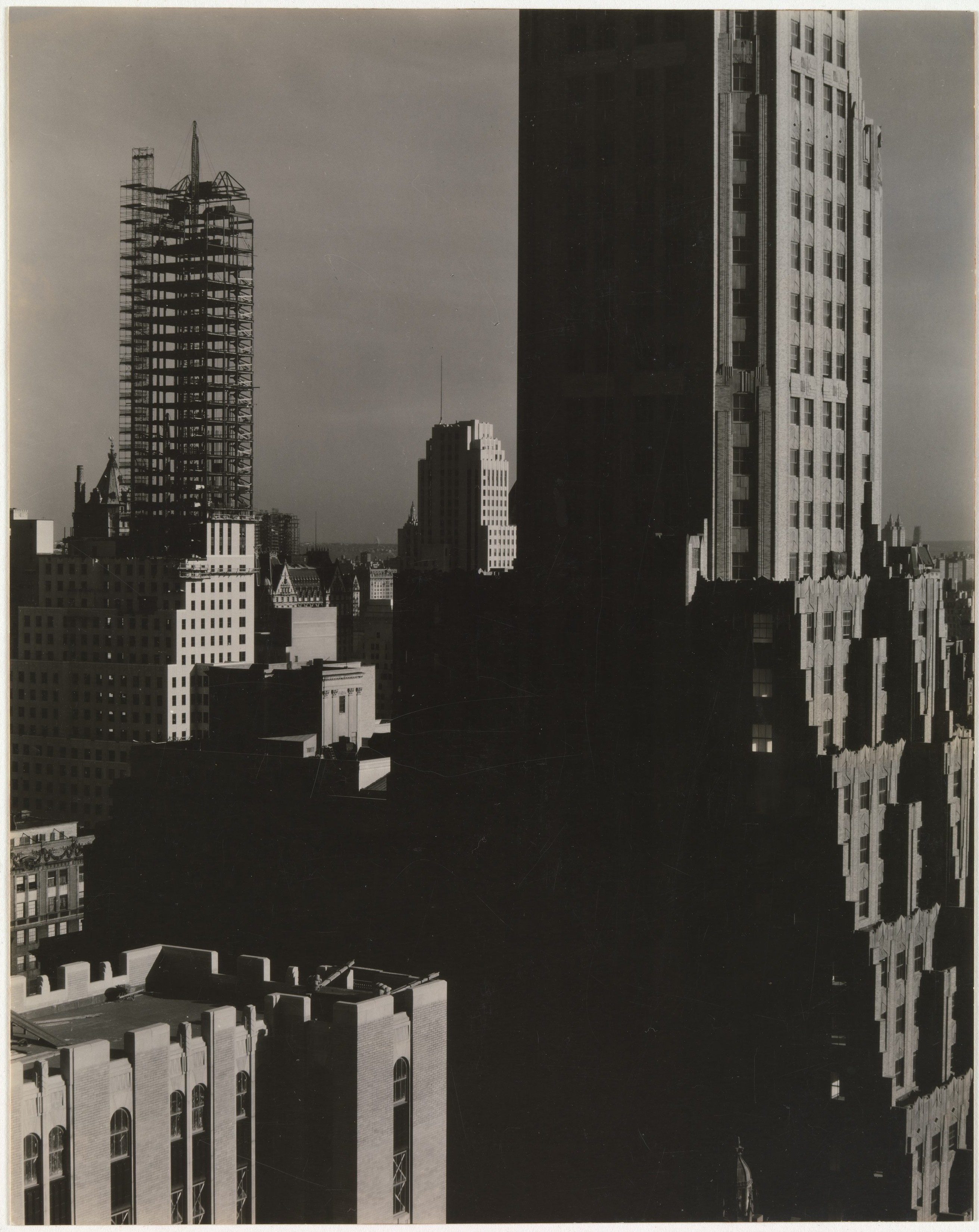

Dans la dernière décennie de sa vie, Stieglitz se consacre principalement à la gestion de ses galeries, correspond avec de jeunes photographes comme Todd Webb, et réalise de moins en moins de photographies à mesure que sa santé et son énergie déclinent.
Le 13 juillet 1946, Stieglitz succombe à une attaque fatale. Ses cendres sont enfouies à Lake George. 

## Photographies
- The Last Joke, Bellagio (en) (1887)
- Sun Rays—Paula, Berlin (1889) MoMA
- Photographies de New-York, Paris, Italie et Pays-Bas, dans le catalogue de son exposition de 1897 intitulée  Picturesque Bits of New York and Other Studies, N-Y: R. H. Russell, (OCLC 22615795).
- Spring Showers (1900-1901)
- The Hand of Man (1902)
- L'Entrepont (1907)
- Two towers  (1911[42])
- The Hay Wagon (1922)
- Equivalent (1931)

- La collection en ligne de la National Gallery of Art de Washington présente en grand nombre de photographie :

« En 1949, Georgia O'Keeffe et les héritiers d’Alfred Stieglitz ont fait don de 1 311 photographies d'Alfred Stieglitz à la National Gallery of Art de Washington DC et ont placé en dépôt une collection supplémentaire de 331 portraits d'O'Keeffe, qui ont ensuite été donnés à la galerie en 1980. Cette collection, connue sous le nom de Key Set, est une sélection inégalée de photographies de Stieglitz, contenant au moins un tirage de chaque photographie montée en sa possession au moment de sa mort.  Elle retrace l'évolution du travail de Stieglitz, de ses débuts dans les années 1880 à sa riche maturation dans les années 1930, et documente de manière approfondie tous les aspects de sa contribution décisive à l'art de la photographie. »

- Quelques photographies sont également conservées dans la collection du musée Eastman à Rochester[44], à l'Art Institute of Chicago, au Minneapolis Institute of Art [45], au Cleveland Museum of Art[46], au Metropolitan Museum of Art[47] et bien sur au MoMA [48].

## Revues
- Camera Notes (en) (1897-1903).
- Camera Work (1903-1917), réédité par Taschen en 1997.
- 291 (magazine) (1915-1916), qui intéresse notamment Man Ray et Marcel Duchamp.
- Mss (Manuscripts) (1922-1923), édité avec Paul Rosenfeld et  Herbert J. Seligmann.

## Publications
- (en) American Pictorial Photography : Series I (1899) ; Series II (1901), portfolios édités par le Publication Committee of the Camera Club (New York)[49].
- (en) History of an American: Alfred Stieglitz, '291' and after, [catalogue d'exposition], Philadelphie, Philadelphia Museum of Art, 1944.
- (en) Stieglitz Memorial Portfolio, 1864-1946. Reproductions of 18 Photographs by Alfred Stieglitz. Tributes - In Memoriam, édité par Dorothy Norman, 1947.

## Expositions
- 28 janvier - 22 avril 2001 : Modern Art and America : Alfred Stieglitz and his New York Galleries, National Gallery of Art, Washington[50],[51].
- 19 octobre 2004 - 16 janvier 2005 : Alfred Stieglitz, 1864-1946, Musée d'Orsay, Paris, dans le cadre du Mois de la photo[52],[53]